# Algerien
Algerien (arabisch الجزائر al-Dschazā’ir, DMG al-Ǧazāʾir ‚die Inseln‘; berberisch ⵍⴻⵣⵣⴰⵢⴻⵔ Lezzayer, ⵍⴷⵣⴰⵢⴻⵔ Ldzayer und ⴷⵣⴰⵢⴻⵔ Dzayer; amtlich الجمهورية الجَزائرية الديمقراطية الشعبية al-Dschumhūrīya al-Dschazā’irīya ad-Dīmuqrātīya asch-Schaʿbīya, DMG al-Ǧumhūriyya al-Ǧazāʾiriyya ad-Dīmuqrāṭiyya aš-Šaʿbiyya ‚Algerische Demokratische Volksrepublik‘, auf berberisch ⵜⴰⴳⴷⵓⴷⴰ ⵜⴰⵣⵣⴰⵢⵔⵉⵜ ⵜⴰⵎⴰⴳⴷⴰⵢⵜ ⵜⴰⵖⴻⵔⴼⴰⵏⵜ Tagduda tazzayrit tamagdayt taɣerfant) ist ein Staat im Nordwesten Afrikas.
Algerien, als mittleres der Maghrebländer, ist – seit der Trennung des Südsudans vom Sudan – der Fläche nach der größte Staat des afrikanischen Kontinents und der zehntgrößte Staat der Welt. Die Fläche beträgt das Dreifache der Fläche der Türkei oder 62⁄3 mal die Fläche Deutschlands. Nach Einwohnern lag Algerien im Jahr 2017 innerhalb Afrikas mit gut 41 Millionen an achter Stelle. Es grenzt im Norden an das Mittelmeer, im Westen an Mauretanien, Marokko und die von Marokko beanspruchte Westsahara, im Süden an Mali und Niger und im Osten an Libyen sowie Tunesien. Das Land ist nach seiner Hauptstadt Algier (französisch Alger) benannt. Weitere bedeutende Großstädte sind Oran, Constantine, Annaba und Batna. Das Land wurde nach Ende des Algerienkriegs (1954–1962) unabhängig. Mit der Verfassung von 1996 trat ein semipräsidentielles Regierungssystem in Kraft.

## Geographie

### Geomorphologie
Hinter dem nur schmalen, buchtenreichen Saum der Mittelmeerküste erhebt sich der steil ansteigende Tellatlas. Der durch Becken, Längs- und Quertäler gegliederte Gebirgszug erreicht östlich von Algier in der wild zerschluchteten Kabylei 2308 m Höhe und südwestlich von Algier steigt das Ouarsenis-Gebirge bis 1963 m an. Die Südseite des Tellatlas fällt zum Hochland der Schotts auf 1000 m bis 391 m ab. Hier liegen zahlreiche abflusslose und versumpfte Salzseen, die sogenannten Schotts. Südlich an dieses bis zu 150 km breite Hochland schließt sich der Saharaatlas an; er verläuft parallel zur Küste und zum Tellatlas. Sein höchster Berg erreicht 2328 m.
Jenseits der markanten Südabdachung des Atlasgebirges, die am Schott Melghir im östlichen Tiefland bis 35 m unter Meeresniveau abfällt, breitet sich die algerische Sahara aus; sie nimmt mit gut zwei Millionen Quadratkilometern 85 % der Landesfläche ein. An einen Streifen Wüstensteppe im Norden schließen sich die ausgedehnten, fast vegetationslosen Sanddünengebiete des Östlichen Großen Erg, des Westlichen Großen Erg, des Erg Iguidi und des Erg Chech an. Zu einem größeren Teil wird die Sahara Algeriens von den steinigen Plateaus wie der Hammada du Draa oder der Hammada du Guir im Westen und von Stufenlandschaften (Tassili n'Ajjer im Südosten) eingenommen. Im Süden erhebt sich das im Tahat (höchster Berg Algeriens) 2908 m hohe Ahaggar-Massiv, ein wüstenhaftes Hochgebirge vulkanischen Ursprungs, das bis heute erdbebengefährdet ist. Südlich des Tassili n’Ajjer liegen die großen Dünengebiete des Tschadbeckens.
Als längster unter den sonst meist kurzen Dauerflüssen in der Küstenregion des Tellatlas ist der Cheliff zu erwähnen. Weiter im Süden sind die Flusstäler Algeriens meist trocken (Wadis) und mitunter von Oasen gesäumt; durch heftige Regenfälle – auch in entfernteren Gebieten – kann ein Wadi unvermittelt zum reißenden Strom werden. Eines der längsten dieser Trockentäler hat der Wadi Igharghar geschaffen.

### Klima

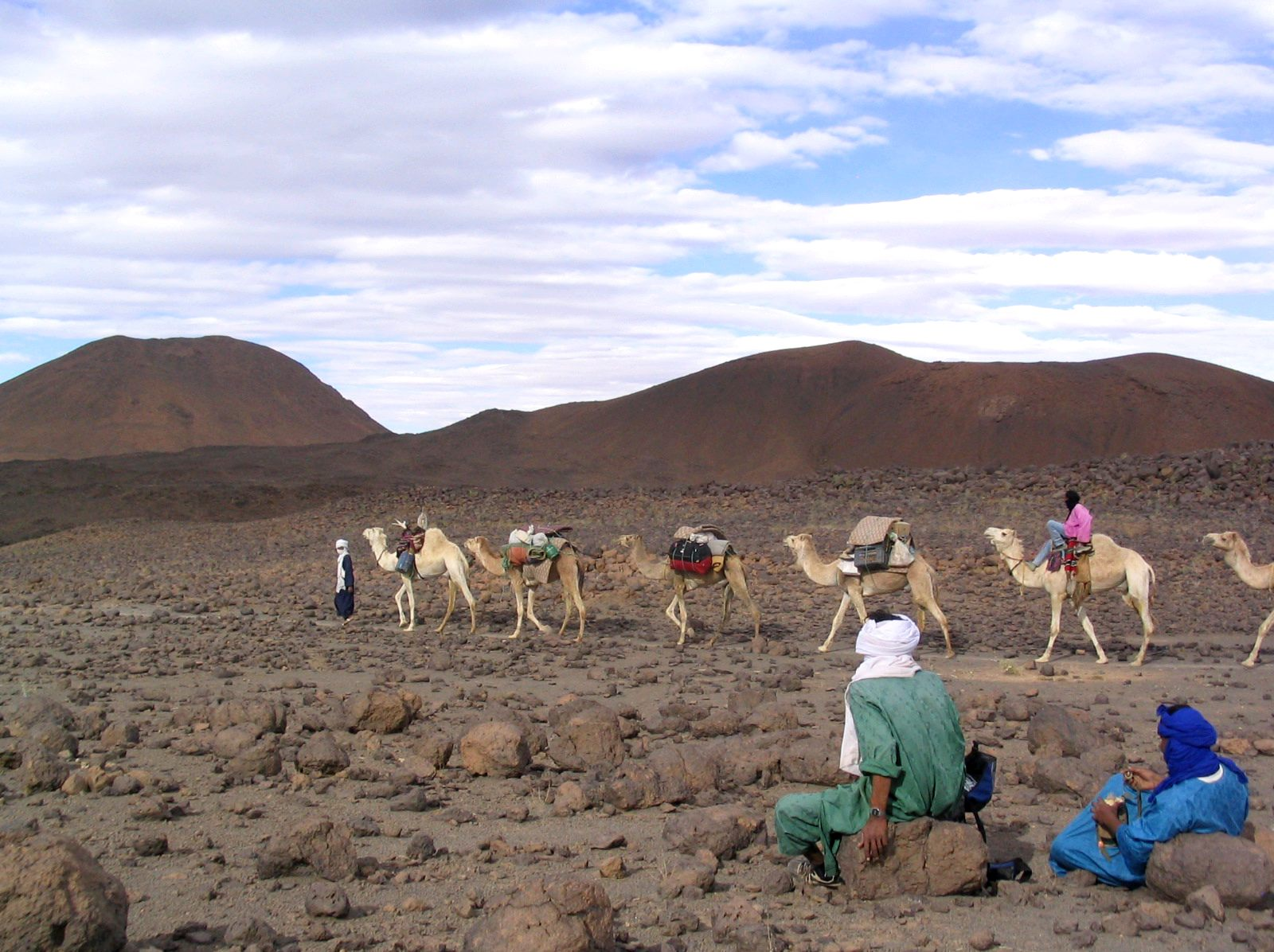
Das Ahaggar-Gebirge in Südalgerien

Algerien hat im Norden mediterranes Klima, im Süden extrem trockenes Wüstenklima. An der Mittelmeerküste und den Nordhängen des Tellatlas beträgt die Mitteltemperatur im August 25 °C, im Januar 12 °C; die Niederschläge (durchschnittlich 500 bis 1000 mm) fallen vorwiegend im Winter. Im Hochland der Schotts herrscht winterfeuchtes Steppenklima mit ausgeprägten saisonalen Temperaturschwankungen (Januarmittel kaum über 0 °C, Augustmittel 30 °C). Die Niederschläge, meist in Form von kurzen Platzregen, betragen hier nur noch 350 mm. Der Nordhang des Saharaatlas wird stärker beregnet; an der Südseite aber vollzieht sich rasch der Übergang zum heißen, trockenen Wüstenklima der Sahara mit täglichen Temperaturschwankungen bis 20 °C und mehr. Die Temperaturen erreichen im Sommer über 40 °C, im Winter können sie unter 0 °C sinken. In manchen Gegenden liegt das langjährige Niederschlagsmittel bei nur 10 mm. Aus der Sahara weht in den Sommermonaten häufig der Scirocco, ein trockener, staubbeladener Wind.

### Flora und Fauna

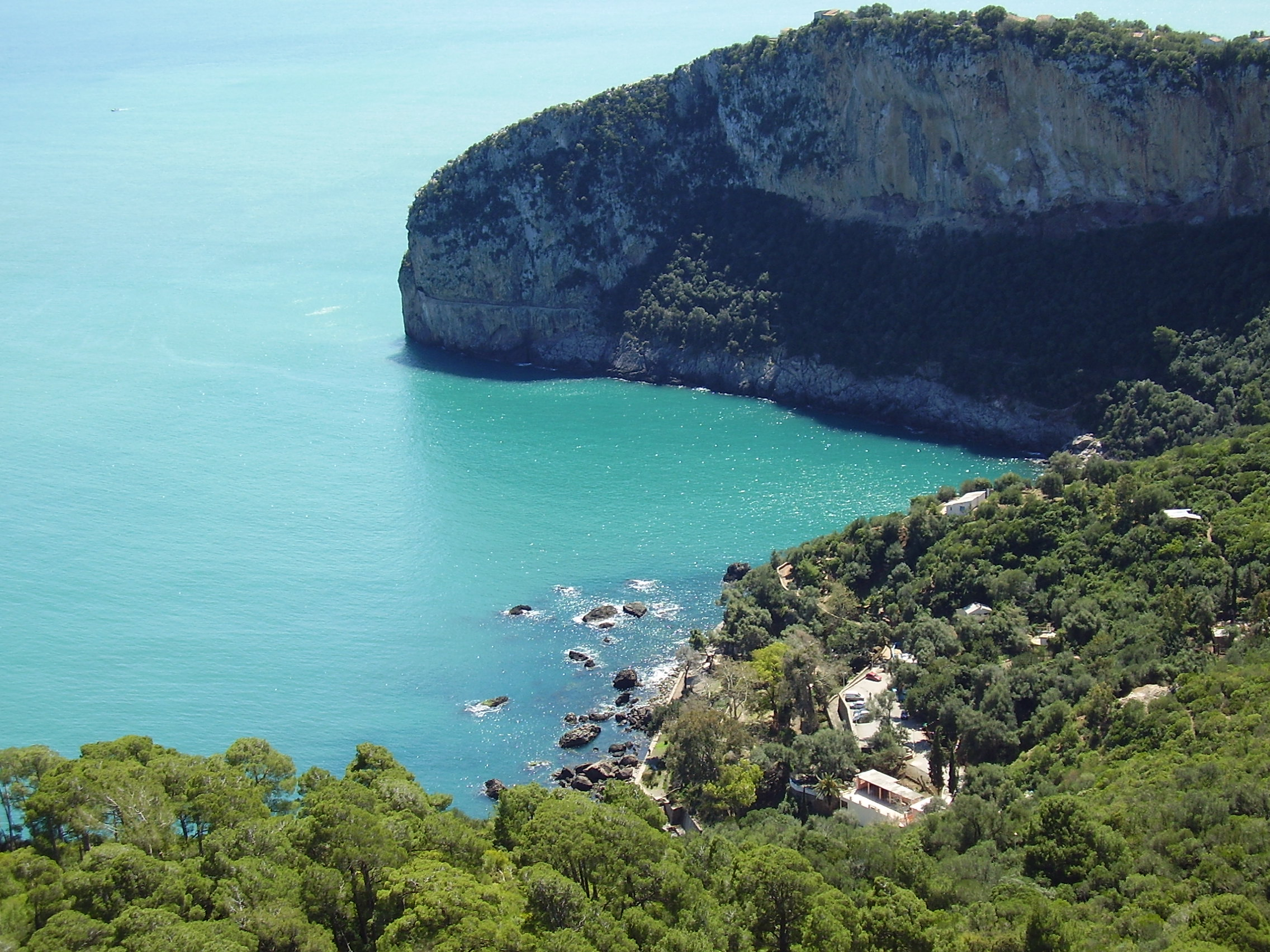
Küste der Kabylei

Algerien hat heute einen Waldanteil von nur 2 %, etwa 80 % des Landes sind nahezu vegetationslos. Gezielte Aufforstungsmaßnahmen wie der Barrage vert haben das Ziel, die Ausbreitung der Wüste zu bremsen. Zwischen 1990 und 2000 hat der Waldbestand um 1,3 % zugenommen. An der ausreichend beregneten Nordseite des Tellatlas wachsen mediterrane Sträucher wie Macchie, Aleppo-Kiefern, Korkeichen und Steineichen sowie (über 1600 m) Atlas-Zedern; in der Kabylei gibt es noch zusammenhängende Waldgebiete.
Im Hochland der Schotts dominieren Steppen mit Halfagras und Wermutgewächsen. Die Gebirgssteppe des Saharaatlas geht nach Süden in die weitgehend vegetationslose Wüste über; Pflanzen (v. a. Dattelpalmen) wachsen nur in Randzonen und grundwasserbegünstigten Gebieten (Oasen). Das Ahaggar-Gebirge ist waldlos; stellenweise gibt es mediterrane Vegetation.
An wildlebenden Tieren kommen Gazellen, Wüstenfüchse (Fenneks), Mähnenschafe, Berberaffen, vereinzelt Geparde, Springmaus, Schlangen, Echsen, Skorpione und verschiedene Vogelarten (darunter große Greifvögel) vor. Ursprünglich waren auch Berberlöwen und Atlasbären in Algerien heimisch. Die wildlebenden Bestände sind allerdings ausgestorben.
Im Nationalpark Tassili n'Ajjer, der Weltnatur- und Weltkulturerbestätte der UNESCO, gibt es noch Bestände von Mähnenschafen und Dünengazellen sowie einige wenige Geparde.

### Humangeographie, Städte
Im Norden Algeriens, an der Südküste des Mittelmeers und im Atlasgebirge, lebt der Hauptteil der Bevölkerung. Der weitaus größere Südteil, in Algerien Le Grand Sud genannt, ist nur dünn besiedelt und wird von den Wüstenregionen der Sahara dominiert.
Im Jahr 2023 lebten 75 Prozent der Einwohner Algeriens in Städten. Die größten Städte sind (Stand Zensus 2008):
1. Algier: 2.364.230 Einwohner
2. Oran: 803.329 Einwohner
3. Constantine: 448.028 Einwohner
4. Annaba: 342.703 Einwohner
5. Blida: 331.779 Einwohner

## Bevölkerung

### Demografie
Algerien hatte 2022 44,9 Millionen Einwohner. Das jährliche Bevölkerungswachstum betrug + 1,6 %. Zum Bevölkerungswachstum trug ein Geburtenüberschuss (Geburtenziffer: 20,6 pro 1000 Einwohner vs. Sterbeziffer: 4,3 pro 1000 Einwohner) bei. Die Anzahl der Geburten pro Frau lag 2022 statistisch bei 2,8, die der Region Naher Osten und Nordafrika betrug 2,6. Die Lebenserwartung der Einwohner Algeriens ab der Geburt lag 2022 bei 77,1 Jahren. Der Median des Alters der Bevölkerung lag im Jahr 2021 bei 27,8 Jahren. Im Jahr 2023 waren 30,4 Prozent der Bevölkerung unter 15 Jahre, während der Anteil der über 64-Jährigen 6,6 Prozent der Bevölkerung betrug.

### Bevölkerungsstruktur
Die Bevölkerung in Algerien ist sehr ungleich verteilt. 96 % der Einwohner leben im Norden auf einem Fünftel der Staatsfläche. Im Jahr 2021 lebten 74 Prozent der Einwohner Algeriens in Städten, die vornehmlich im Küstenbereich liegen. Schätzungsweise 2,3 Millionen Algerier leben im Ausland, davon über 1,5 Millionen in Frankreich. Diese bilden die größte islamische Bevölkerungsgruppe in Frankreich. Ursachen der hohen Auswanderungsquote sind hauptsächlich das rasche Bevölkerungswachstum und fehlende Arbeitsmöglichkeiten. 2017 waren nur 0,6 % der Bevölkerung Algeriens Ausländer. Das Land hat damit einen sehr niedrigen Migrantenanteil.
Fast alle Algerier sind berberischer Herkunft; etwa 40 % bekennen sich zu ihrer berberischen Identität. Algerien erlebte im Zuge der Islamisierung im 7. und 8. Jahrhundert eine umfassende Arabisierung hinsichtlich Kultur, Sprache und Religion. Vorwiegend sich als Araber bezeichnende Menschen (70 %) und verschiedene Berberstämme (30 %), die zum Teil arabisiert sind, bevölkern Algerien. Da sich die Volksgruppen ab dem 20. Jahrhundert zunehmend vermischt haben, ist es bisweilen schwierig, einen Algerier einem bestimmten Stamm zuzuordnen. Immer mehr haben sowohl arabische als auch berberische Wurzeln. Die Zahl der Europäer, die unter französischer Herrschaft im Jahre 1960 noch 10 % der Bevölkerung ausmachten, sank nach Erlangung der Unabhängigkeit bis auf etwa 20.000. Nach Jahrhunderten osmanischer Herrschaft wird die Anzahl der Kulughli genannten osmanischstämmigen Bevölkerung (mit türkischen, kurdischen und teils armenischen Wurzeln) auf 600.000 bis 2 Millionen geschätzt.

### Sprachen
Die Amtssprachen Algeriens sind Arabisch und verschiedene Berbersprachen (Tamazight). Französisch spielt eine wichtige Rolle als Bildungs-, Handels- und Verkehrssprache. Algerien gilt als das Land mit den meisten Französischsprechenden außerhalb Frankreichs; aus politischen Gründen bekennt es sich jedoch nicht zur Frankophonie. Staatliche Fernsehsender strahlen Nachrichten und Dokumentationen auch auf Französisch aus; im staatlichen Hörfunk ist eines der drei Hauptprogramme auf Französisch. Seit 2002 hat auch Tamazight den Status einer Nationalsprache, seit 2016 ist es Amtssprache, in der auch Radioprogramme sowie vereinzelt Fernsehsendungen ausgestrahlt werden.
Als Schriftsprachen finden vor allem Französisch und Hocharabisch Verwendung; Initiativen der Regierung forcieren seit den 1970er Jahren den Gebrauch des Hocharabischen und eine Zurückdrängung des Französischen. Insbesondere in der Großen und Kleinen Kabylei ist Kabylisch als Schriftsprache verbreitet, doch sind dazu fast nur junge Menschen in der Lage, da die über 30-Jährigen in der Schule noch nicht auf Kabylisch alphabetisiert wurden.
Heute (Stand 2014) ist die Muttersprache von etwa 70 % der Bevölkerung ein algerischer Dialekt des Arabischen (Darja), das sich vom Hocharabischen, das in Medien, Politik, Verwaltung und Schulen vorherrscht, deutlich unterscheidet. Die Muttersprache weiterer ca. 30 % der Bevölkerung ist Tamazight. Der Süden des Landes ist fast ausschließlich von Tamascheq-sprachigen Tuareg (die zu den Amazigh zählen) bewohnt.
Französisch wird von fast allen Algeriern verstanden; der Grad der Beherrschung variiert jedoch stark. Ältere Menschen, deren Schulbildung vor der Umstellung des Schulsystems von Französisch auf Hocharabisch (1976) erfolgte, akademisch Gebildete und viele Bewohner der Kabylei sprechen meist fließend Französisch mit nahezu muttersprachlicher Kompetenz. Jüngere Menschen beherrschen das Französische dagegen in schriftlicher Form oft fehlerhaft und bedienen sich eines Français régional, einer Mischsprache aus Französisch und Darja.
Eine kleine Minderheit im Westen von Algerien spricht Korandje, die nördlichste der Songhai-Sprachen.

### Religionen

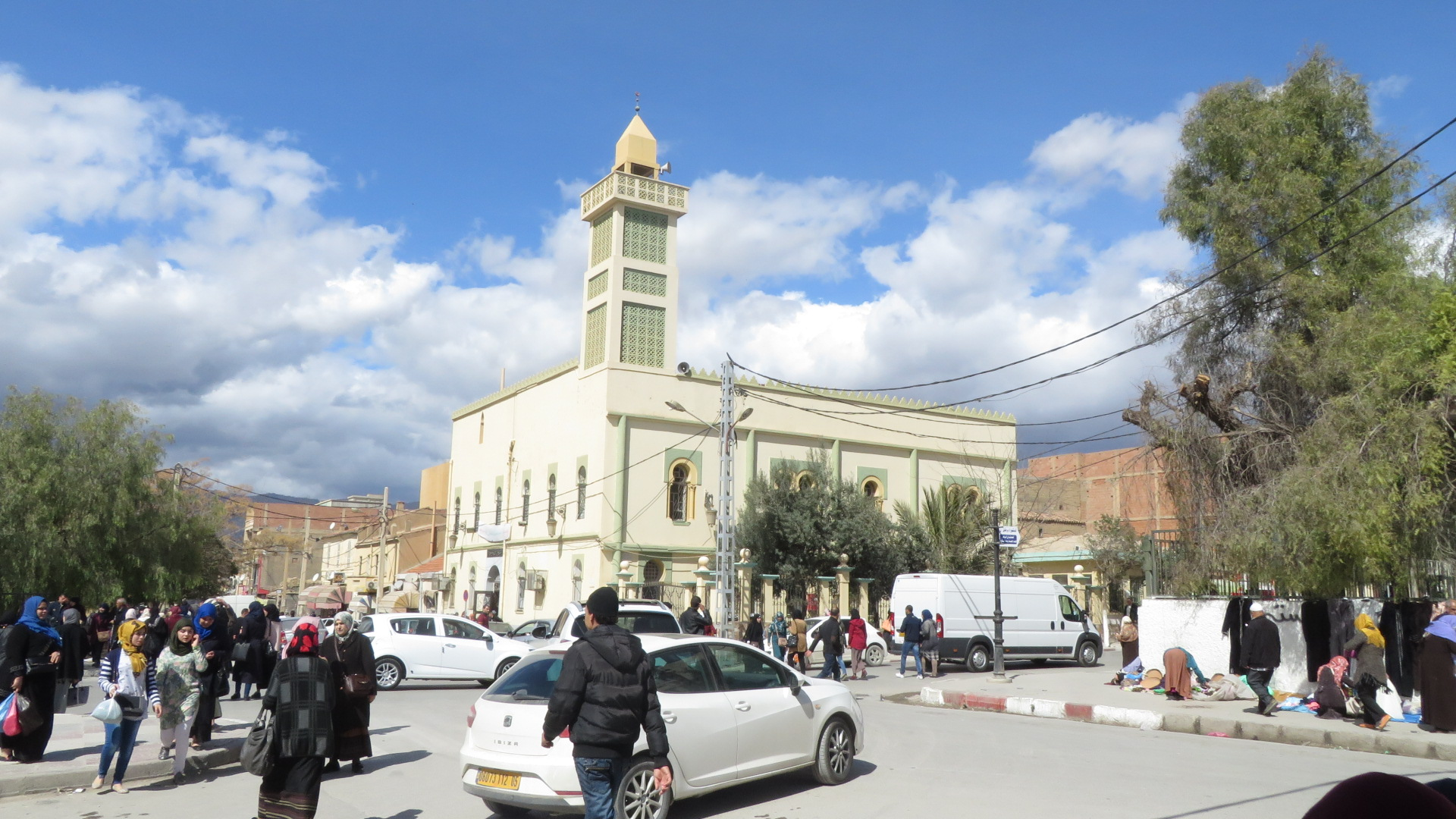
Al-Atik Moschee

Zwischen 98 % und 99 % der Bevölkerung bekennen sich zum Islam. Eine Minderheit, vor allem in Algerien lebende Ausländer und konvertierte Algerier, gehören dem Christentum in Algerien an, traditionellerweise der katholischen Kirche Algeriens. Im Gefolge des 1992 ausgebrochenen Bürgerkriegs zwischen Regierung und der Islamischen Heilsfront (FIS), die vor Massenmorden an Landsleuten nicht zurückschreckte, wandten sich einige Algerier, v. a. in der Kabylei, dem protestantischen Christentum zu. Die protestantischen Gemeinden in der Kabylei existieren teilweise schon seit den 1930er Jahren. Außerdem gibt es noch eine geringe Zahl an Einwohnern jüdischen Glaubens (heute weniger als 0,1 % der Bevölkerung). Die Mozabiten sind eine islamische Minderheit.
Algerien hat den sunnitischen Islam zur Staatsreligion erklärt. In der zweiten Hälfte des 20. Jahrhunderts gewann der Islam immer stärker an Einfluss im täglichen Leben der Algerier. Schon Algeriens Unabhängigkeitsbewegung war stark vom Islam durchdrungen, weshalb die Religionsführer nach dem Sieg über Frankreich mehr Rechte einforderten. Seit 1963 gilt das Staatsbürgerschaftsrecht auf islamischer Grundlage; seit 1964 wird an allen Schulen der Koran unterrichtet. Mit der Zeit wurde auch die Scharia als Grundlage des Rechtssystems eingeführt: Seit 1984 ist ein Familienrecht in Kraft, in dem die Benachteiligung bzw. Andersbehandlung von Frauen festgeschrieben wird. Ein am 28. März 2006 in Kraft getretenes Gesetz stellt die Missionierung von Muslimen durch andere Religionen unter hohe Strafen.

### Bildung

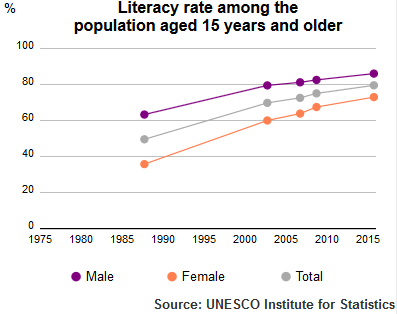
UIS Lesefähigkeit der Bevölkerung Algeriens 1985–2015

Allgemeine Schulpflicht besteht für 6- bis 15-Jährige. Darauf können drei Jahre auf einer weiterführenden Schule folgen. Die Unterrichtssprachen sind Französisch und Arabisch. Die Bildungs- und Ausbildungsunterschiede zwischen Männern und Frauen sowie zwischen Stadt und Land sind immer noch erheblich. In Algerien stieg die mittlere Schulbesuchsdauer von 3,6 Jahren im Jahr 1990 auf 7,8 Jahre im Jahr 2015 an. Alphabetisierungsprogramme für Erwachsene und eine höhere Einschulungsrate ließen die Analphabetenquote in den letzten Jahrzehnten langsam auf mittlerweile 13 % bei den Männern und 27 % bei den Frauen sinken. Das Land hat 50 Universitäten, von denen die älteste 1909 in Algier gegründet wurde, und insgesamt 106 höhere Bildungseinrichtungen.
Die Reform des algerischen Schulwesens mit dem Ziel einer grundlegenden Modernisierung des Schulunterrichts wird seit 2014 von der Regierung vorangetrieben. Den europäischen Fremdsprachen wird – nach den Jahren der Arabisierung des Schulsystems – eine wichtige Rolle zugeschrieben. Französisch ist erste, Englisch zweite, Deutsch, Spanisch oder Italienisch dritte Fremdsprache. In der Praxis leidet die Reform am Fachkräftemangel (Abwanderung von Lehrkräften ins Ausland, stagnierende Studentenzahlen/etwa 1,3 Millionen im Studienjahr 2014/15), dem Fehlen einer modernen Fremdsprachendidaktik und häufigen Streiks des Lehrpersonals. Nur ein Teil der algerischen Lehrer wurde an Hochschulen ausgebildet. Im PISA-Ranking von 2015 erreichten algerische Schüler Platz 71 in Mathematik, Platz 71 in den Naturwissenschaften und Platz 69 beim Leseverständnis; die Situation in insgesamt 72 Staaten wurde in der Studie untersucht.

### Soziales und Gesundheit
Für alle Arbeitnehmer besteht eine allgemeine Sozialversicherung; ab dem 60. Lebensjahr wird eine Altersrente gezahlt. Ebenso gibt es Invaliden- und Hinterbliebenenrenten. Was fehlt, ist eine Arbeitslosenunterstützung – ein Manko, das bei der hohen Arbeitslosigkeit (2016: 12,4 %) beträchtliche soziale Auswirkungen hat.
Der Standard des Gesundheitswesens ist trotz Verbesserungen noch unzureichend. Trotz allgemeiner kostenloser medizinischer Versorgung der Bevölkerung ist vor allem ein beträchtliches Stadt-Land-Gefälle zu beobachten. Die Gesundheitsausgaben des Landes betrugen im Jahr 2021 5,5 % des Bruttoinlandsprodukts. Im Jahr 2018 praktizierten in Algerien 17,3 Ärztinnen und Ärzte je 10.000 Einwohner. Die Sterblichkeit bei unter 5-jährigen betrug 2022 21,8 pro 1000 Lebendgeburten. Die Lebenserwartung der Einwohner Algeriens ab der Geburt lag 2022 bei 77,1 Jahren (Frauen: 78,5, Männer: 75,9). Die Lebenserwartung stieg von 70,5 Jahren im Jahr 2000 bis 2022 um 9 %.

## Geschichte

### Berber, Phönizier, Vandalen und Oströmer

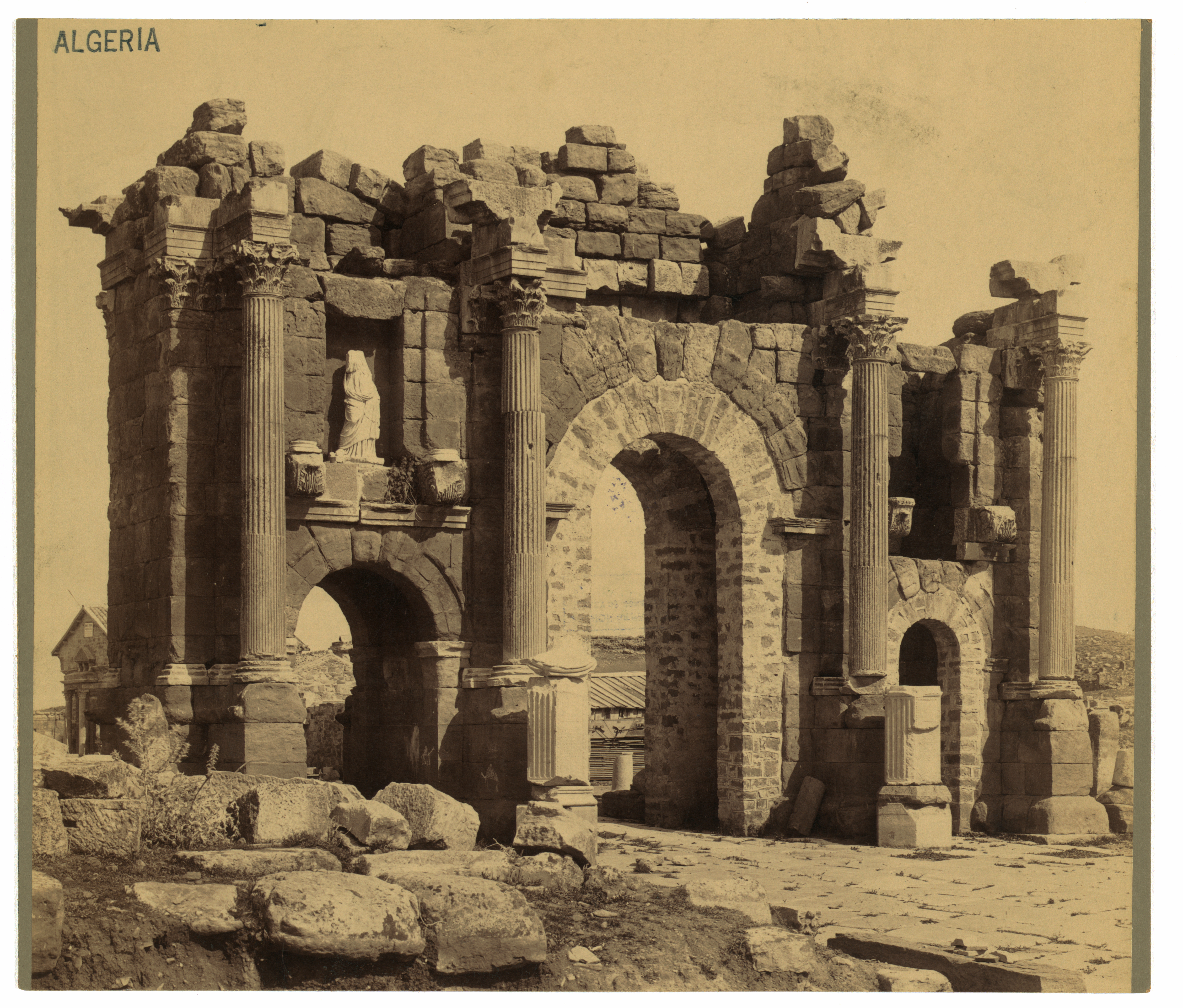
Ruine des Trajansbogens von Thamugadi (Timgad)

Ursprünglich war das Gebiet des heutigen Algerien von berberischen Volksstämmen bewohnt, im Osten von Tuareg. Vom 12. Jahrhundert v. Chr. an errichteten die Phönizier an der Küste Handelsstützpunkte und gründeten 814 v. Chr. die Handelsstadt Karthago im heutigen Tunesien, die sich in der Folge zur Großmacht im westlichen Mittelmeer entwickelte. Um 202 v. Chr. schlossen sich die Berber-Stämme (Mauren) unter Massinissa zum Königreich Numidien zusammen und verbündeten sich mit Rom gegen Karthago. Die Erhebung Karthagos gegen Massinissa 149 v. Chr. lieferte Rom den erwünschten Vorwand für den Dritten Punischen Krieg, in dessen Verlauf Karthago zerstört wurde. 46 v. Chr. unterwarf Rom Numidien und vereinigte es mit Karthago zur römischen Provinz Numidia-Mauretania. Bis zum Einfall der Vandalen im Jahre 429 n. Chr. war diese die Kornkammer Roms. Die Vandalenherrschaft endete 534 mit der Eroberung durch Truppen des oströmischen Kaisers Justinian I., wodurch Nordafrika byzantinische Provinz wurde.
Schon seit dem 3. Jahrhundert hatte das Christentum in Nordafrika an Einfluss gewonnen. In den großen Städten waren mehrere Bistümer entstanden: So war der hl. Augustinus, der einflussreichste Kirchenlehrer des frühen Christentums, Ende des 4. Jahrhunderts Bischof von Hippo Regius, dem heutigen Annaba.

### Islamisierung und Arabisierung
Um die Mitte des 7. Jahrhunderts stießen die Araber in den Maghreb vor. 697 eroberten sie einen Großteil des heutigen Algerien. Die Bevölkerung wurde größtenteils islamisiert. Im Laufe des 8. Jahrhunderts kam es wiederholt zu Aufständen der Berber gegen die arabischen Eroberer: 757 wurden die Berber-Reiche im Atlasgebirge vom Kalifat unabhängig, während die drei sich herausbildenden Fürstentümer der Idrisiden, Aghlabiden und Ziriden unter dessen Herrschaft gerieten.
Im 11. Jahrhundert konnte sich die Berberdynastie der Almoraviden im Gebiet des heutigen Algerien durchsetzen; sie beherrschte das Land fast 100 Jahre, bis sie 1147 von den Almohaden abgelöst wurde. Diese Dynastie eroberte in der Folgezeit den Maghreb und Südspanien; in der zweiten Hälfte des 13. Jahrhunderts zerfiel das Reich dann jedoch. Ostalgerien wurde Teil eines tunesischen Fürstentums, im Westen bildete sich von 1269 an das Königreich der Abd-al-Wadiden mit der Hauptstadt Tlemcen heraus.

### Osmanische Herrschaft

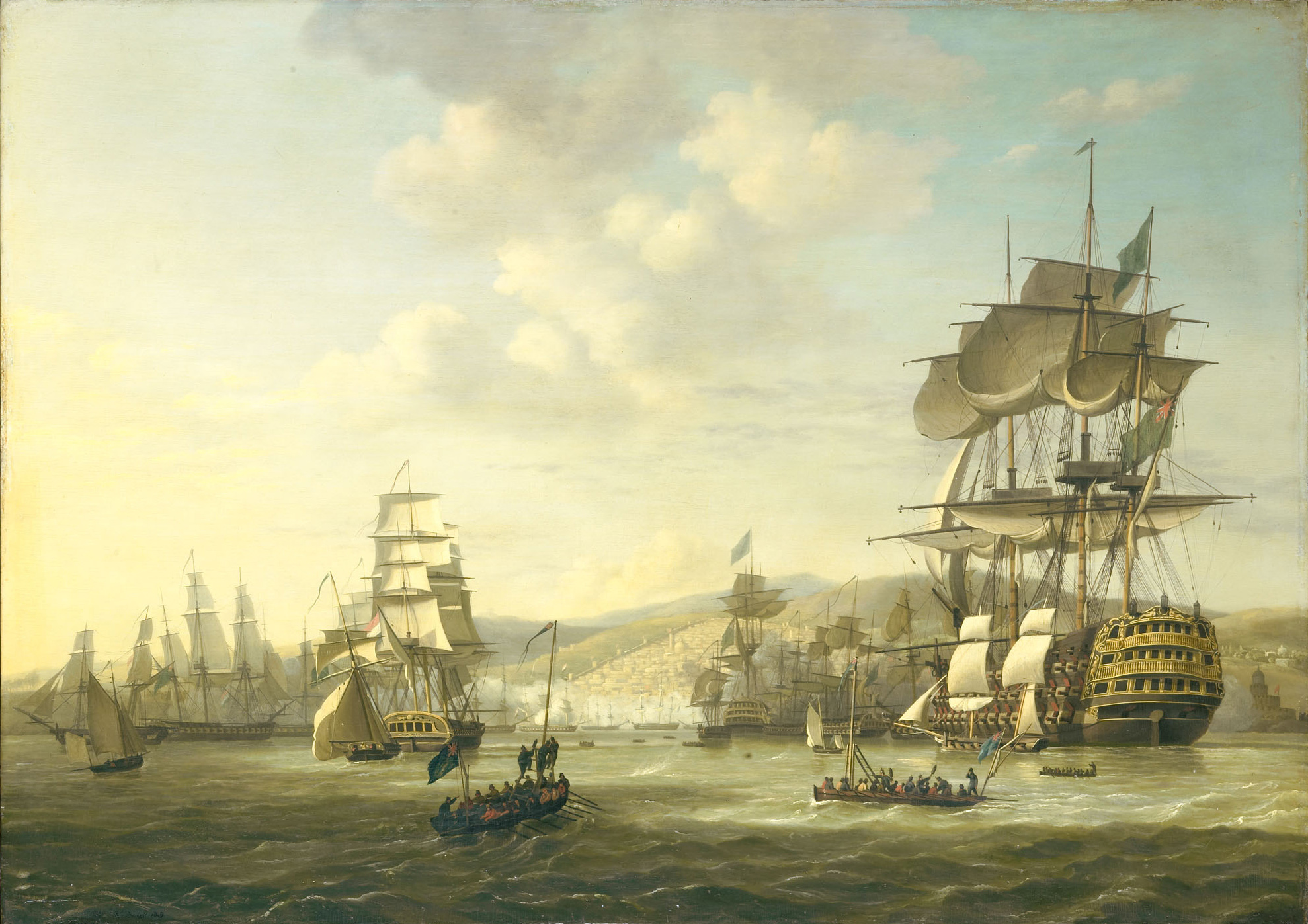
Die Bombardierung Algiers (1816) durch ein britisch-niederländisches Geschwader nach Nicolaas Baur 1818

Anfang des 16. Jahrhunderts versuchten die Spanier, an der algerischen Küste Fuß zu fassen. Daraufhin unterstellte sich das Land 1519 der Oberhoheit des Osmanischen Reiches und wurde dessen Vasall; Algerien wurde das Eyâlet Cezayir innerhalb des Osmanischen Reiches und später in ein Vilâyet umgewandelt. Es blieb bis 1830 unter Osmanischer Oberhoheit, war jedoch ab 1711 faktisch unabhängig. Bis ins 19. Jahrhundert konnte sich Algerien gegen die Versuche der Spanier, Niederländer, Briten und Franzosen zur Eindämmung der Seeräuberei erfolgreich zur Wehr setzen; zu dieser Phase der Entwicklung siehe Barbaresken-Korsaren. 
Die Barbaresken-Piraten plünderten Schiffe von Nichtmuslimen auf dem Mittelmeer. Oft raubten die Piraten auch die Seeleute und Passagiere, um diese in die Sklaverei zu verkaufen. Schätzungen des Historikers Robert Davis gehen davon aus, dass zwischen dem 16. bis 19. Jahrhundert etwa 1 Million bis 1,25 Millionen Europäer in der Sklaverei landeten, es die Brisanz des Phänomens in der Wahrnehmung durch die europäische Politik verdeutlicht. Aus der Zeit der Gewinnung europäischer Sklaven dienenden Raubzüge an den Küsten Europas stammt der Begriff Razzia, der zunächst diesen Vorgang bezeichnete. Das wachsende Problem wurde von den europäischen Anrainern zunehmend als politische und ökonomische Herausforderung betrachtet, sodass es schließlich als Begründung für Eroberungsversuche und letztlich auch die Kolonisierung nordafrikanischer Gebiete dienen konnte.

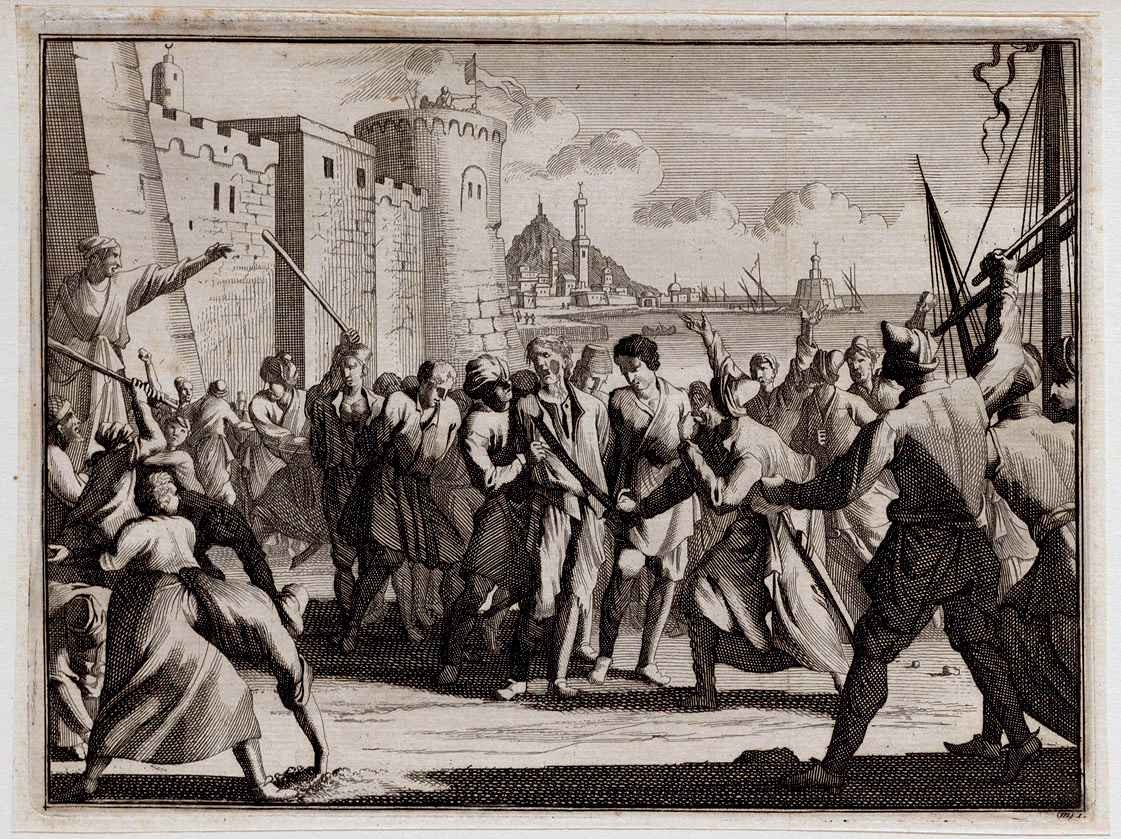
Radierung aus der Werkstatt Jan Goeree (1670–1731) und Casper Luyken (1672–1708) mit dem Titel Landing en mishandeling van gevangenen in Algiers, 1706, aus der Sammlung des Amsterdam Museum

### Französische Kolonialherrschaft
Erste Pläne zur Eroberung Algeriens durch Frankreich wurden unter Napoleon Bonaparte gefasst, 1830 begann die französische Invasion. Hintergrund waren innenpolitische Probleme Karls X.; als Begründung des Angriffes auf Algerien wurden vor allem das respektlose Verhalten des algerischen Dey (der berühmte Schlag mit dem Fliegenwedel), die von den nordafrikanischen Küsten ausgehende Piraterie und das Ziel der Verbreitung des Christentums angeführt. Dazu wurde 1831 die Fremdenlegion, die Légion étrangère, gegründet.
Die vom Sufismus geprägten Algerier empfanden den französischen Vorstoß als Angriff des Christentums auf die Welt des Islams. Der junge Abd el-Kader wurde zu ihrem Führer und rief zum Dschihad auf. Nach massiven Rückschlägen wurde Thomas Robert Bugeaud Befehlshaber der französischen Truppen. Durch eine äußerst grausame Kriegsführung, auch gegen Zivilisten, besiegte er Abd el-Kader 1847. Die große Kabylei wurde bis 1855 erobert. In den folgenden Jahren wurden Aufstände der Algerier niedergeschlagen, sodass die Franzosen 1881 die vollständige Kontrolle über den Norden Algeriens erlangt hatten.
Die algerische Bevölkerung hatte massive Verluste erlitten. Die staatlichen und religiösen Strukturen Algeriens wurden zerschlagen, das Gemeineigentum an Ländereien wurde aufgehoben. Zahlreiche Siedler, Italiener, Spanier, Franzosen und Malteser, strömten in die Siedlungskolonie, während die einheimischen Bauern in weniger fruchtbare Gebiete verdrängt wurden. Um die Jahrhundertwende eroberten die Franzosen auch die Saharagebiete Algeriens. Danach wurde Algerien in drei Départements gegliedert: Oran, Algier, Constantine.
Die Bevölkerung Algeriens wurde durch den Code de l’indigénat von 1875 in Bürger erster und zweiter Klasse unterteilt, in französische Staatsbürger (zuerst nur Franzosen, seit 1889 auch Italiener, Malteser und Spanier) und französische Untertanen („sujets“) ohne Staatsbürgerschaft. Am 26. August 1881 wurden die drei Départements zum Bestandteil Frankreichs erklärt. Sie waren danach keine Kolonie mehr, sondern französisches Staatsgebiet mit denselben Rechten und Pflichten wie alle anderen Départements. Die Sahara-Gebiete blieben unter Militärverwaltung.
Die nicht-französischen Europäer in Algerien assimilierten sich rasch an die französische Kultur. Eine Zwischenstellung erhielten die fast 40.000 algerischen Juden. Seit der Dreyfus-Affäre war unter den Siedlern der Antisemitismus verbreitet; es kam zu Ausschreitungen gegen Juden, und es wurden antisemitische Zeitungen publiziert. 1870 waren die jüdischen Algerier mit dem Décret Crémieux zu französischen Staatsbürgern erklärt worden.
In der Zeit bis zum Zweiten Weltkrieg erwarben die Europäer immer mehr Ackerland, teils durch Kauf, teils durch rechtliche Winkelzüge. 1936 hielten sie, die weiterhin eine kleine Minderheit der Gesamtbevölkerung bildeten, 40 % des fruchtbaren Landes. Dennoch lebte die Mehrheit der Europäer in den Städten. Die Zahl der muslimischen Algerier stieg nach 1870 von zwei auf neun Millionen, die Zahl der Europäer auf eine Million. Die muslimischen Algerier verarmten in 100 Jahren französischer Herrschaft, sodass Unterernährung bis hin zu Hungersnöten verbreitet war. Von der Bildung, die Frankreich als seinen zivilisatorischen Auftrag verherrlichte, waren fast alle Muslime ausgeschlossen. Reformversuche der französischen Politik, ob von konservativen oder sozialistischen Kräften, scheiterten, da sie meist nationalistisch gefärbt waren und nicht wagten, den Anspruch Frankreichs auf die Herrschaft über Algerien in Frage zu stellen.

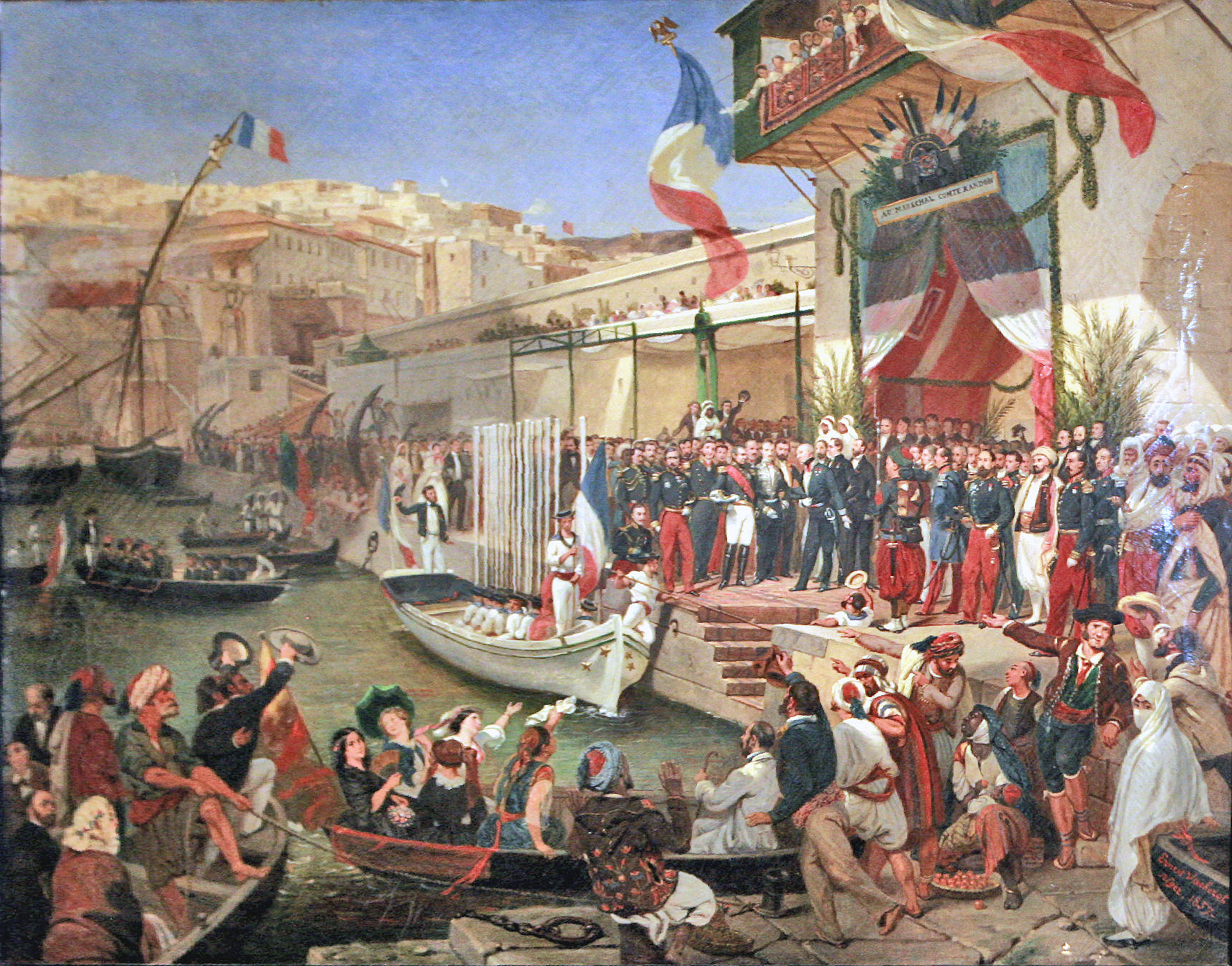
Ernest-Francis Vacherot: Arrivée du maréchal Randon à Alger en 1857, 1857, Öl auf Leinwand, 90,5 × 117 cm, Musée national de la Marine, Toulon

Zu Beginn des Ersten Weltkriegs waren rund 30.000 Algerier als Arbeitskräfte in Frankreich beschäftigt. Während des Krieges benutzte die französische Regierung die algerische Bevölkerung als wirtschaftliche und militärische Reserve. Insgesamt wurden in dieser Zeit 120.000 Algerier zur Arbeit nach Frankreich geholt. Weitere 173.000 dienten als Freiwillige oder Wehrpflichtige in den französischen Streitkräften. Bis 1939 fiel die Zahl der algerischen Arbeitsmigranten in Frankreich dann auf rund 32.000. Aus der Gruppe dieser Migranten entstand die Étoile Nord-Africaine, eine politische Partei der Algerier, die das Ziel einer Unabhängigkeit Algeriens von Frankreich verfocht.
Aufschwung erhielt die Unabhängigkeitsbewegung insbesondere nach dem Massaker von Sétif; bei Unruhen in Sétif, Kherrata und Guelma waren zehntausende Algerier von der französischen Armee getötet worden. Als Reaktion auf das Erstarken der Unabhängigkeitsbewegung wurde im September 1947 durch das Algerien-Statut allen Algeriern die französische Staatsbürgerschaft zuerkannt, doch hielt dies den Kampf um die Loslösung von Frankreich nicht auf. Der 1954 beginnende und bis 1962 dauernde Algerienkrieg wurde von beiden Seiten mit äußerster Härte geführt. Die arabischen Algerier verübten Terroranschläge gegen europäische Soldaten und Zivilisten in Algerien. Das französische Militär wandte die Methoden der so genannten „französischen Doktrin“ an, die summarische Hinrichtungen, Folter und das Auslöschen ganzer algerischer Dörfer einschloss. Dieses Vorgehen erwies sich im Hinblick auf die Unterdrückung nationaler Aspirationen der Algerier zunächst als erfolgreich, führte aber nach Bekanntwerden der systematischen Menschenrechtsverletzungen innen- und außenpolitisch zu einer Schwächung Frankreichs. 
Unter der Führung der Nationalen Befreiungsfront (FLN), die konkurrierende Gruppierungen der Unabhängigkeitsbewegung bekämpfte und ausschaltete, erlangte Algerien die Unabhängigkeit, die am 18. März 1962 im Abkommen von Évian anerkannt und in zwei Referenden – in Frankreich wie in Algerien selbst – bestätigt wurde. Am 5. Juli (algerischer Nationalfeiertag neben dem Tag der Revolution am 1. November) 1962 wurde offiziell die Unabhängigkeit proklamiert. Die Gesamtzahl der in Algerien getöteten Muslime wurde von Frankreich später mit 350.000, von algerischen Quellen mit bis zu 1,5 Millionen angegeben.

### Die sozialistische Volksrepublik
Algerien entwickelte sich zu einer Volksrepublik mit der FLN als sozialistisch ausgerichteter Staatspartei. Erster Staatspräsident wurde Ferhat Abbas. Nach dessen Absetzung folgte 1963 Muhammad Ahmed Ben Bella, bis Verteidigungsminister Oberst Houari Boumedienne durch einen Militärputsch im Juni 1965 an die Macht gelangte. Seine Regierung versuchte zunächst, durch eine verstärkte Sozialisierungspolitik und Öffnung gegenüber dem Ostblock Algeriens wirtschaftliche Abhängigkeit von Frankreich zu überwinden. Ab 1972 verfolgte sie einen Kurs der Blockfreiheit und knüpfte Kontakte zu westlichen Ländern. Nach dem Tod Boumediennes am 27. Dezember 1978 übernahm Rabah Bitat kommissarisch das Präsidentenamt. Im Februar 1979 wurde Oberst Chadli Bendjedid zum Präsidenten gewählt. 
Nach den Oktober-Unruhen im Oktober 1988 gab die FLN schließlich ihr Machtmonopol auf. Ursachen waren unter anderem die hohe Arbeitslosigkeit und die Wohnungsnot. Eine Demokratisierung wurde eingeleitet und eine neue demokratische Verfassung, die die Trennung von Partei und Staat, parlamentarische Verantwortung, Pluralismus, politische Freiheiten und Garantien der Menschenrechte vorsah, geschaffen (Verfassung vom 19. November, drei Tage später in Kraft getreten; Änderungen am 3. November 1988, 23. Februar 1989 und 26. November 1996).

### Bürgerkrieg

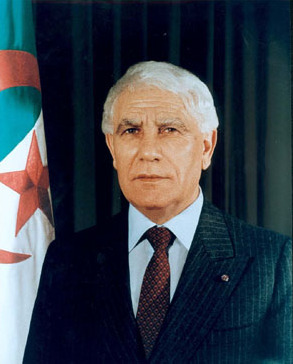
Chadli Bendjedid, Präsident von Algerien (1979–1992)

Der wirtschaftliche Niedergang führte im Oktober 1988 zu spontanen Ausschreitungen in der Hauptstadt Algier, die bald auf andere Städte übergriffen und Hunderte von Todesopfern forderten. Bei der Parlamentswahl 1991/1992 befürchtete die Regierung einen Sieg der islamistischen Bewegung. Nach dem sich abzeichnenden Sieg der Islamischen Heilsfront (Front islamique du salut, FIS) wurden die Wahlen abgebrochen; Präsident Chadli Bendjedid trat unter dem Druck des Militärs zurück. Als Übergangspräsidenten setzte dieses zunächst Muhammad Boudiaf, nach dessen Ermordung Ali Kafi und schließlich 1994 General Liamine Zéroual ein. Im März 1992 wurde die Auflösung der FIS angeordnet, die daraufhin zum bewaffneten Kampf aufrief. Der Bürgerkrieg, der zwischen Islamisten und dem algerischen Militär geführt wurde, forderte über 120.000 Todesopfer. Im Februar 1995 starben beim Massaker im Serkadji-Gefängnis 95 Gefangene und vier Wärter. Die algerische Regierung wandte Vorgehensweisen eines „Schmutzigen Krieges“ an.
Im September 1998 gründete der frühere GIA-Führer Hassan Hattab die „Salafistische Gruppe für Predigt und Kampf“ (französisch: „Groupe Salafiste pour la Prédication et le Combat“, GSPC). Sie wurde auf Rat von Osama bin Laden gebildet, des vormaligen Führers der international tätigen islamistischen Terrororganisation Al-Qaida, mit dem Ziel, den „heiligen Krieg“ (Dschihad) gegen die algerische Staatsmacht in seiner ursprünglichen Form wieder aufzunehmen.
Wichtigstes innenpolitisches Ziel des im April 1999 mit Unterstützung des Militärs zum Staatspräsidenten gewählten Abd al-Aziz Bouteflika war die Beendigung der gewalttätigen Auseinandersetzungen durch eine „Politik der nationalen Versöhnung“. Während die algerische Führung zuvor die Zahl der Opfer des Bürgerkrieges meist mit nur rund 30.000 angegeben hatte, gab er zu, dass sie 1999 schon bei rund 100.000 lag.
Im September 1999 wurde das von ihm vorgelegte „Gesetz zur Aussöhnung der Bürger“ (französisch: Loi de la Concorde Civile) vom Volk in einem Referendum bestätigt. Es sieht eine Amnestie für Terroristen vor, die ihre Waffen niederlegen und nicht schwere Verbrechen wie Mord, Vergewaltigung oder Bombenanschläge begangen haben.
Wenig später entschied sich die „Islamische Heilsarmee“ (französisch: Armée Islamique du Salut, AIS), der bewaffnete Arm der seit 1992 verbotenen Partei Islamische Heilsfront (französisch: Front Islamique du Salut, FIS), die Waffen niederzulegen.
Die „Bewaffnete Islamische Gruppe“ (französisch: Groupe Islamique Armé, GIA), bestand zwar weiterhin, ihre Reste waren aber, so Der Spiegel, in eine Art Banditentum abgeglitten, bei dem religiöse Motive nur noch als Bemäntelung von Kriminalität dienten.
Nach einer Phase relativer Ruhe in den Jahren 1999/2000 nahmen die gewalttätigen Auseinandersetzungen wieder zu. Im April 2001 schlug die staatliche Gendarmerie Demonstrationen in der Kabylei nieder, einer hauptsächlich von Berbern bewohnten Bergregion im Norden Algeriens. Rund 60 Menschen starben.

### Befriedung des Landes
Zur Entschärfung der Forderungen der Berber nach mehr Autonomie und demokratischer Partizipation begnadigte Bouteflika im August 2002 die Mehrheit der inhaftierten Demonstranten. Den Forderungen nach Abzug der Gendarmerie aus der Kabylei kam Bouteflika nicht nach.
Wirtschaftspolitisch versuchte Bouteflika ein Privatisierungsprogramm durchzusetzen. 2003 mussten jedoch die zuständigen Minister Mourad Medelci und Abdelhamid Temmar unter dem Druck des einflussreichen Gewerkschaftsdachverbands UGTA zurücktreten. Er hatte im Februar 2003 – zum zweiten Mal seit Beginn des Jahrzehnts – einen dreitägigen Generalstreik organisiert, der sich gegen das Privatisierungsprogramm der Regierung richtete. An dem Streik nahmen über 90 % der Arbeiter teil.
Bei den Präsidentschaftswahlen am 8. April 2004 wurde Bouteflika mit 83 % der Stimmen als erster Präsident für eine zweite Amtszeit wiedergewählt. Sein wichtigster Konkurrent, der frühere Ministerpräsident Ali Benflis, sprach von Betrug. Wahlbeobachter der Organisation für Sicherheit und Zusammenarbeit in Europa (OSZE) sprachen aber von einer fairen Wahl.
Nach seiner Wiederwahl setzte Bouteflika seine „Versöhnungspolitik“ mit der Vorlage einer „Charta für Frieden und nationale Versöhnung“ fort. Sie wurde im September 2005 in einem Referendum angenommen. Sie umfasst eine Generalamnestie sowohl für staatliche Sicherheitskräfte und vom Staat bewaffnete Milizen als auch für bewaffnete Gruppen. Sie verneint jede Verantwortung der Sicherheitskräfte und der Milizen für schwere Menschenrechtsverletzungen. Kritik an den Sicherheitsorganen stellt sie unter Strafe. Die Verordnung, mit der sie umgesetzt wird, verhindert eine gerichtliche Untersuchung und Aufklärung des Schicksals Tausender im Verlauf des Bürgerkriegs „verschwundener“ Personen. Klagen gegen Mitglieder der Sicherheitskräfte müssen von den Gerichten abgewiesen werden. Angehörige von „Verschwundenen“ können allerdings eine Entschädigung beantragen.
Wirtschaftspolitisch wurden die Versuche, auf dem Weg von einer sozialistischen Planwirtschaft zu einer stärker marktwirtschaftlich orientierten Wirtschaftsordnung zu kommen, fortgesetzt. Die als wirtschaftspolitische Reformer geltenden Mourad Medelci und Abdelhamid Temmar, die 2003 zurücktreten mussten, übernahmen das Finanz- bzw. Investitionsförderungsministerium. Sie setzen sich für die Privatisierung öffentlicher Betriebe und die Öffnung des Erdöl- und Erdgassektor für private Investitionen ein.
Anfang April 2009 gewann Bouteflika zum dritten Mal die Präsidentenwahl in Algerien nach offiziellen Angaben mit 90,24 % der Stimmen, bei einer Wahlbeteiligung von 74,5 %. Die Wahl war von mehreren gewaltsamen Zwischenfällen überschattet, außerdem war Bouteflikas fünf Gegenkandidaten kaum Gelegenheit gegeben worden, sich im 19-tägigen Wahlkampf zu profilieren. Die wichtigsten Oppositionsparteien, die Rassemblement pour la culture et la démocratie (RCD) und der Front des forces socialistes (FFS), waren erst gar nicht zur Wahl angetreten. Die Opposition zweifelte das Ergebnis an.
2007 gab es unter anderem im April Anschläge auf den Amtssitz des algerischen Ministerpräsidenten und eine Polizeistation in Algier. Im Dezember wurde ein Anschlag auf das UNHCR-Büro in Algier verübt.
Am 23. Februar 2011 wurde der seit 19 Jahren bestehende Ausnahmezustand aufgehoben. Dies war eine Forderung der Opposition. Er war 1992 zur Bekämpfung von bewaffneten Islamisten erklärt worden.
Am 16. Januar 2012 griffen Islamisten einen Standort des Ölkonzerns BP an und nahmen offenbar zahlreiche Ausländer als Geiseln. Die algerische Nachrichtenagentur APS meldete, bei dem Angriff seien zwei Menschen getötet worden. Einer der Angreifer erklärte, seine Gruppe komme aus dem Nachbarland Mali, wo Frankreich seit Ende vergangener Woche einen Militäreinsatz gegen Islamisten führe. Nach eigenen Angaben brachte die Gruppe der Angreifer 41 westliche Ausländer in ihre Gewalt, darunter 7 US-Amerikaner.
Bei der Wahl am 17. April 2014 wurde Bouteflika zum vierten Mal trotz der Schwächung durch einen Schlaganfall in seinem Amt bestätigt; nach Angaben des Innenministeriums entfielen 81,5 % der Stimmen auf den Amtsinhaber, 12,18 % gingen an Ali Benflis. Im Frühjahr 2019 wurde bekannt, dass der schwer erkrankte Bouteflika für eine fünfte Amtszeit antreten werde. Nach Massenprotesten wurde er aber unter dem Druck des Militärs zum Rücktritt gezwungen. Im September 2021 starb Bouteflika mit 84 Jahren. Präsident Tebboune hatte das Parlament im Februar nach Massenprotesten aufgelöst. Mit der vorgezogenen Parlamentswahl im Juni versucht das algerische Regime, sich einmal mehr zu legitimieren – wie bei den Präsidentschaftswahlen 2019. Auch damals waren die Wahlen massenhaft boykottiert worden. Nach offiziellen Angaben hatten gerade mal knapp 24 Prozent der Wahlberechtigten ihre Stimme abgegeben.

## Politik

### Politisches System

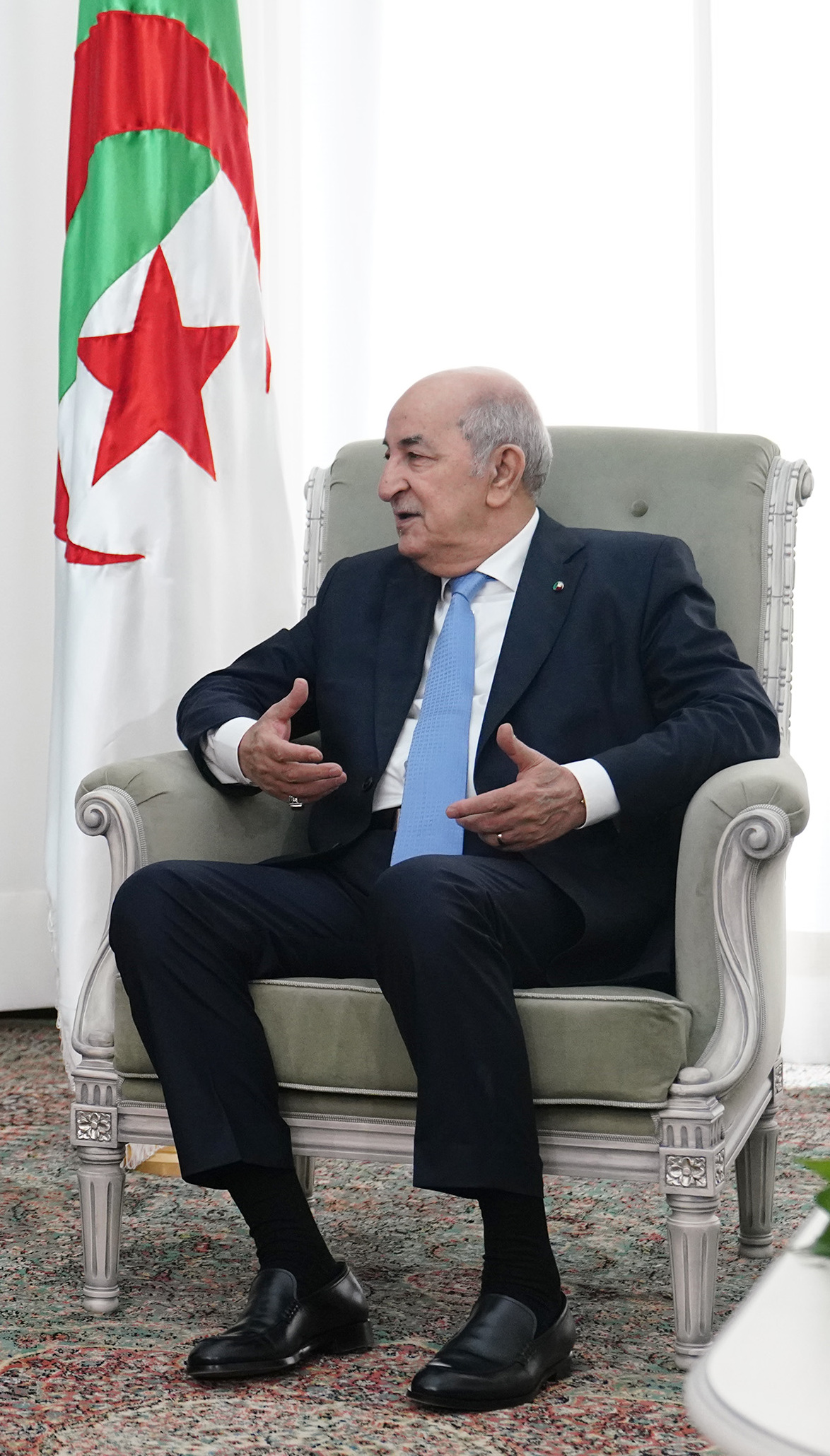
Präsident Tebboune (2020)

Gemäß der Verfassung von 1996 ist Algerien eine semipräsidentielle Republik mit einem alle fünf Jahre durch das Volk gewählten Staatsoberhaupt an der Spitze. Er ernennt und entlässt den nur ihm verantwortlichen Ministerpräsidenten als Vorsitzenden der Exekutive.
Das Parlament besteht aus der Nationalen Volksversammlung (Assemblée Populaire Nationale) und dem Rat der Nation (Conseil de la Nation/Majlis al-’Umma). Die 462 Mitglieder der Volksversammlung werden alle fünf Jahre gewählt. Im Rat der Nation werden 96 Mitglieder alle sechs Jahre voll und alle drei Jahre zur Hälfte von den Kommunalräten neu gewählt und die restlichen 48 Mitglieder vom Staatsoberhaupt ernannt. Alle Algerier besitzen ab dem 18. Lebensjahr das Wahlrecht.
Am 10. Mai 2012 wurde in Algerien die erste Parlamentswahl nach dem Arabischen Frühling abgehalten. 2017 fanden erneut Wahlen statt. Die regierende Nationale Befreiungsfront (FLN) erzielte mit 26 % den höchsten Stimmanteil und erhielt 161 Sitze im Parlament. Die Nationale Demokratische Sammlung (RND) erzielte 100 Sitze.
Am 2. April 2019 trat der seit 20 Jahren regierende Staatspräsident Abd al-Aziz Bouteflika nach heftigen Protesten der Bevölkerung gegen seine erneute Kandidatur zur Präsidentschaftswahl 2019 zurück. Die Wahl wurde mehrmals verschoben und fand am 12. Dezember statt. Abdelmadjid Tebboune gewann sie im ersten Wahlgang. Die Armee stellte sich nach Bekanntgabe des Ergebnisses hinter Tebboune. Das Verfassungsgericht erklärte die Wahl am 16. Dezember für rechtmäßig.
Am 19. Februar 2021 kündigte Präsident Abdelmadjid Tebboune die Auflösung der Nationalversammlung und deren vorgezogene Neuwahl an.

#### Frauenwahlrecht
Die Geschichte des Frauenwahlrechtes in Nordafrika und im Nahen Osten in Algerien reicht in die Kolonialzeit zurück: 1944 erhielten Christinnen und Jüdinnen mit französischer Staatsbürgerschaft (Européennes), die im zu Frankreich gehörenden Algerien lebten, das Wahlrecht; Muslimas waren ausgeschlossen. Im Juli 1958 setzte Charles de Gaulle die loi-cadre Defferre, die auch Muslimas das Wahlrecht gab, für Algerien in Kraft. Bei der Proklamation der Unabhängigkeit am 5. Juli 1962 wurde dieses Recht bestätigt. Damit waren das aktive und passive Frauenwahlrecht für den neuen Staat Algerien am 5. Juli 1962 festgeschrieben worden.

### Politische Indizes
| Name des Index                     | Indexwert    | Weltweiter Rang | Interpretationshilfe | Jahr |
| ---------------------------------- | ------------ | --------------- | --- | ---- |
| Fragile States Index               | 68,6 von 120 | 87 von 179      | Stabilität des Landes: Warnung 0 = sehr nachhaltig / 120 = sehr alarmierend Rang: 1 = fragilstes Land / 179 = stabilstes Land | 2024 |
| Demokratieindex                    | 3,55 von 10  | 110 von 167     | Autoritäres Regime 0 = autoritäres Regime / 10 = vollständige Demokratie                                                      | 2024 |
| Freedom in the World Index         | 32 von 100   | —               | Freiheitsstatus: unfrei 0 = unfrei / 100 = frei                                                                               | 2024 |
| Rangliste der Pressefreiheit       | 44,6 von 100 | 126 von 180     | Schwierige Lage für die Pressefreiheit 100 = gute Lage / 0 = sehr ernste Lage                                                 | 2025 |
| Korruptionswahrnehmungsindex (CPI) | 34 von 100   | 107 von 181     | 0 = sehr korrupt / 100 = sehr sauber                                                                                          | 2024 |

### Innenpolitik
Wegen der wirtschaftlichen und sozialen Probleme sowie der Unzufriedenheit mit den Leistungen des politischen Systems sind islamistische Bewegungen in Algerien sehr erfolgreich. Diese fordern einen islamistischen Staat, dessen innere Struktur und Außenpolitik sich an den Regeln einer radikalen Interpretation des Islams orientieren soll. Sie sind gleichwohl zum überwiegenden Teil verboten und stellen höchstens so etwas wie eine außerparlamentarische Opposition dar. Nach Angaben von Amnesty International gibt es weiterhin pro Jahr mehrere hundert Tote als Folge von Attentaten. Sie werden jetzt häufig der Gruppe „al-Qaida im islamischen Maghreb“ zugeschrieben, in die sich die GSPC Anfang 2007 umbenannte.

### Menschenrechte und Demokratie
Werner Ruf, emeritierter Professor für Internationale Politik, übte in einem Interview mit der Tagesschau anlässlich des Besuchs von Bundeskanzlerin Angela Merkel im Juli 2008 scharfe Kritik an der politischen Entwicklung in Algerien: „De facto regiert noch das Militär.“ Der Parlamentarismus sei eine Fassade. „Dahinter herrscht eine undurchsichtige Clique an der Spitze des Militärs. Das sind Leute, die sich bereichern. Die Korruption ist gewaltig.“ Das Land bleibe „weit entfernt von dem, was wir einen Rechtsstaat, eine Demokratie, nennen.“
Thomas Schiller, Leiter des Auslandsbüros Algier der Konrad-Adenauer-Stiftung, erklärte 2008 hingegen, dass Algerien in den letzten zehn Jahren trotz immer noch erheblicher politischer, wirtschaftlicher und vor allem sozialer Defizite viel erreicht habe – vor allem Stabilität. Die politische Stabilisierung seit dem Amtsantritt Bouteflikas und eine zunehmend aktivere Zivilgesellschaft würden dem Land helfen, den Weg zur Normalität zu gehen. Die Politik Bouteflikas bezeichnet er als „erfolgreich“. Sie mische hartes Durchgreifen gegen Terroristen mit einer „Aussöhnungspolitik“, Sicherung der algerischen Unabhängigkeit mit vorsichtigen Reformen und wirtschaftlicher Öffnung.
In Algerien gibt es zwar die Todesstrafe, doch sie wurde seit mehr als zehn Jahren nicht mehr offiziell vollstreckt. In Algier herrscht seit 2001 ein allgemeines Demonstrationsverbot. Die Pressefreiheit ist spürbar eingeschränkt. Es herrscht eine Zensur in Algerien.
Der UN-Menschenrechtsausschuss zeigte sich in seinem Bericht zur Lage der Menschenrechte in Algerien vom November 2007 besorgt über zahlreiche Hinweise auf geheime Haftzentren. Er hebt außerdem hervor, dass es viele Berichte über Folterungen und Misshandlungen durch den Militärgeheimdienst DRS gebe. Der Ausschuss kritisiert auch, dass zahlreiche Journalisten Opfer von Einschüchterungen sind und Frauen in der Ehe weiterhin diskriminiert werden (s. Literatur, Amnesty International).
Von Menschenrechtsorganisationen wie Amnesty International wird der „Versöhnungspolitik“ Bouteflikas vor allem vorgeworfen, sie ziele lediglich darauf ab, die Gewalt der neunziger Jahre vergessen zu machen, anstatt die Ereignisse juristisch aufzuarbeiten. Kritik daran sowie Demonstrationen von Angehörigen der Opfer würden von der Regierung unterdrückt. Im Bericht der Bertelsmann-Stiftung zur politischen und wirtschaftlichen Transformation in Algerien („Bertelsmann Transformationsindex 2003“) heißt es dazu: „Die Aufarbeitung von Menschenrechtsverletzungen, die im Zusammenhang mit dem seit 1992 anhaltenden innenpolitischen Konflikt stehen, fand auf nationaler Ebene nicht statt. Weder die islamistischen Vergehen, noch die staatlichen Übergriffe im Rahmen der Bekämpfungsmaßnahmen des islamistischen Terrorismus wurden thematisiert.“
Im Juni 2018 wurden Vorwürfe bekannt, Algerien habe seit April 2017 mindestens 13.000 Migranten, darunter Schwangere und Kinder, mit Lastkraftwagen in die Wüste verbracht und dort ohne Wasser und Nahrung ausgesetzt. Die Menschen seien angewiesen worden, 15 Kilometer durch die Wüste in Richtung des Nachbarstaates Niger, etwa zum Dorf Assamaka, zu laufen. Die Polizei nahm Migranten zuvor nach Berichten Geld und Mobiltelefone ab. Laut der Internationalen Organisation für Migration (IOM) kamen nur etwa 11.276 Menschen nach oft tagelangen Irrmärschen im Niger an. Augenzeugen berichteten von zahlreichen Todesfällen, meist aufgrund von Erschöpfung, und von Menschen, die sich in der Wüste verirrten und nicht wieder gesehen wurden. Die EU soll über die Zustände informiert gewesen sein, jedoch mit Hinweis auf die Souveränität Algeriens nicht eingegriffen haben. Die algerischen Behörden streiten die Vorwürfe ab.
Homosexualität in Algerien ist gesellschaftlich geächtet und dort nach geltendem Recht illegal. In den vergangenen Jahren kam es zu mehreren tödlichen Übergriffen auf Homosexuelle und auch zu einer öffentlichen Steinigung.
Algerien steht wegen der von Staat und Unternehmen ausgeübten Unterdrückung unabhängiger Gewerkschaften wie der Union Algérienne des Industries (UAI) in der Kritik der Internationalen Arbeitsorganisation.

### Außenpolitik
Algerien ist seit 1962 Mitglied der Vereinten Nationen und hat Beobachterstatus in der WTO. Ansonsten ist das Land Mitglied der Afrikanischen Union (AU), der Arabischen Liga, der Organisation für Islamische Zusammenarbeit, der Organisation erdölexportierender Staaten (OPEC) und der Organisation arabischer erdölexportierender Staaten (OAPEC).
Neben den Mitgliedsstaaten der Afrikanischen Union und der Arabischen Liga pflegt Algerien gute Beziehungen zur Europäischen Union (EU), den Vereinigten Staaten, Russland und besonders zur Volksrepublik China.
Im Rahmen der Euro-mediterranen Partnerschaft kooperiert Algerien mit der EU. Im Jahr 2002 unterzeichneten die EU und Algerien ein Assoziierungsabkommen. Es trat im Jahr 2005 in Kraft. Am 13. März 2017 auf der Tagung des Assoziationsrates haben Algerien und die EU ihre gemeinsamen Partnerschaftsprioritäten verabschiedet. Die Partnerschaftsprioritäten bis 2020 umfassen Folgendes:
- „politischer Dialog, Staatsführung, Rechtsstaatlichkeit und Förderung der Grundrechte;
- Zusammenarbeit, sozioökonomische Entwicklung und Handelsbeziehungen einschließlich des Zugangs zum europäischen Binnenmarkt
- Energiefragen, Umweltschutz und nachhaltige Entwicklung
- strategischer und sicherheitspolitischer Dialog
- menschliche Dimension, einschließlich des kulturellen und interreligiösen Dialogs, sowie Migration und Mobilität.“[88]

Die Beziehungen Algeriens zu Frankreich sind eng. Beide Seiten sprechen von einer strategischen Partnerschaft sowie einer vertrauensvollen Zusammenarbeit trotz der schwierigen gemeinsamen Kolonialvergangenheit. Die ohnehin schon intensiven Wirtschaftsbeziehungen sollen weiter ausgebaut werden.
Die Beziehungen Algeriens zu Deutschland sind gut und weitgehend spannungsfrei. Für Algerien zählt Deutschland zu den wichtigsten Handelspartnern. Beide Länder schlossen 2015 eine Energiepartnerschaft ab.
Algerien ist aufgrund seiner Größe, seiner geographischen Lage und seines Reichtums an Bodenschätzen ein wichtiger Akteur in der Region.
Algerien sieht sich von verschiedenen Unruheherden umgeben und sorgt sich um Stabilität und Sicherheit sowie wirtschaftliche Entwicklung in der Region. In den Beziehungen zu seinen internationalen Partnern spielen für Algerien neben der Bekämpfung des Terrorismus vor allem Wirtschaftsinteressen (Öl-/Gasexporte sowie Interesse an ausländischen Investitionen in Algerien) eine Rolle.
Die regionale Zusammenarbeit im Maghreb leidet anhaltend an dem gespannten Verhältnis zwischen Algerien und Marokko. Die Landgrenzen zwischen beiden Ländern bleiben weiterhin geschlossen. Insbesondere Differenzen über die Westsahara erschweren eine Annäherung. Algerien unterstützt die Polisario Bewegung, die für die Unabhängigkeit der Westsahara kämpft und gewährt führenden Mitgliedern Unterschlupf.
Die Beziehungen Algeriens zu Tunesien sind partnerschaftlich. Zwischen beiden Ländern gibt es eine verstärkte und gut funktionierende Kooperation im Sicherheitsbereich, insbesondere bei der Sicherung der gemeinsamen Grenzen.
Die Situation in Libyen bereitet Algerien mit Blick auf die von dort ausgehende Instabilität große Sorgen. Algerien lehnt jegliche militärische Intervention ab und setzt sich für eine politische Lösung auf der Grundlage eines Dialogs zwischen allen libyschen Parteien ein. Algerien unterstützt die entsprechenden Vermittlungsbemühungen der Vereinten Nationen.
Algerien hatte als Chef-Vermittler eine entscheidende Rolle bei den erfolgreich geführten Friedensverhandlungen zwischen der malischen Regierung und nordmalischen Gruppen übernommen, die im Juni 2015 mit der Unterzeichnung eines Friedensabkommens in Algier ihren Abschluss fanden.
Algerien hält gute Beziehungen zur syrischen Regierung aufrecht und versucht eine Isolierung Syriens in der islamischen Welt zu verhindern. Ex-Außenminister Lakhdar Brahimi bemüht sich seit 2012 als UNO-Sondervermittler vergeblich um eine Beendigung des Bürgerkriegs in Syrien.
Der russische Überfall auf die Ukraine im Februar 2022 und die danach folgende Gasversorgungskrise ließ Algerien für die Europäer zu einem interessanten Partner werden. Der italienische Premier Mario Draghi reiste deshalb im April 2022 nach Algerien.

### Militär

#### Streitkräfte

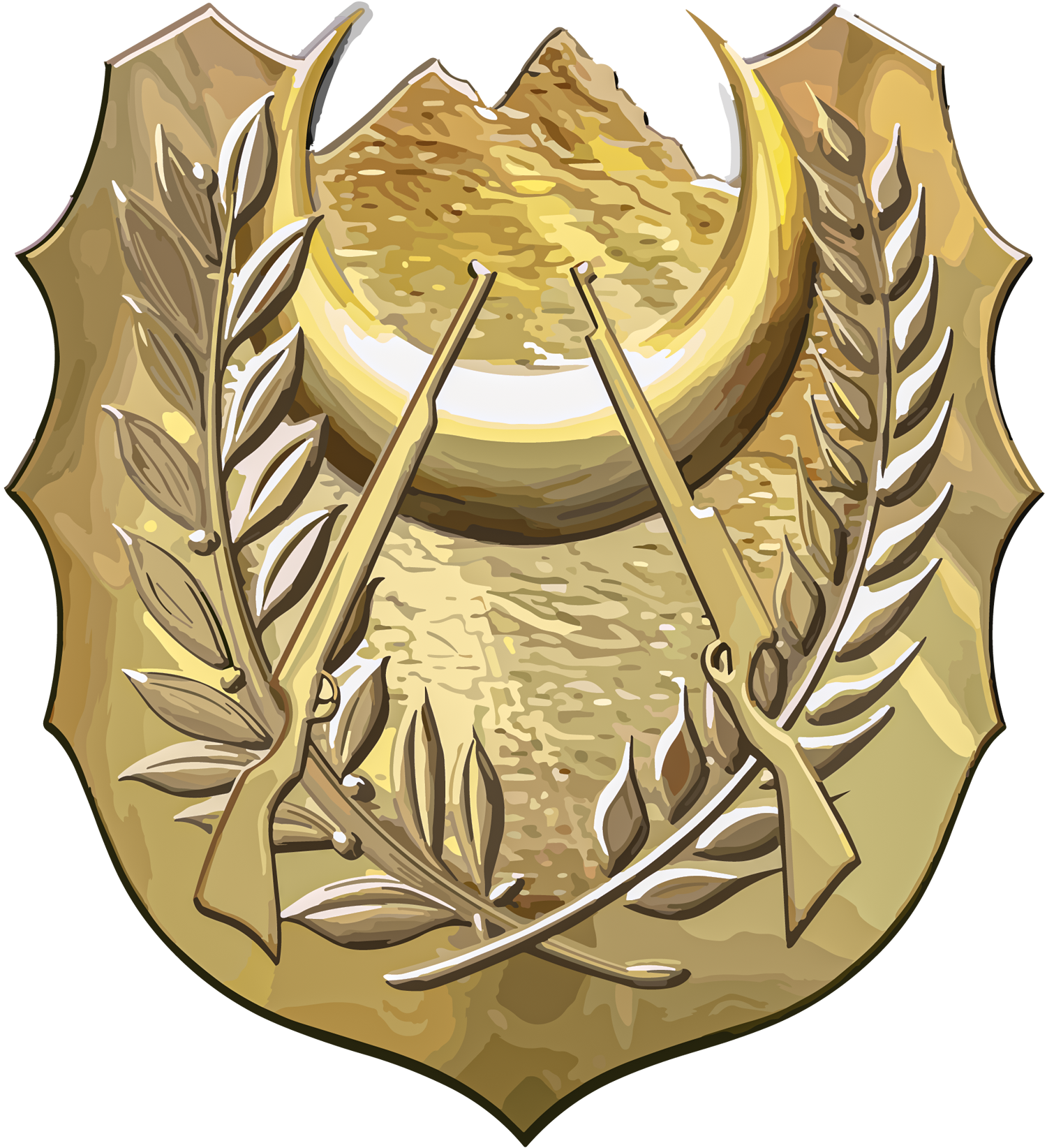
Wappen der algerischen Streitkräfte

Die 147.000 Mann starken Streitkräfte gliedern sich in Heer (127.000), Luftwaffe (14.000) und Marine (6.000). Dem algerischen Verteidigungsministerium unterstehen des Weiteren die Gendarmerie, die Grenzwache und weitere paramilitärische Verbände.
Algerien gab 2017 knapp 5,7 Prozent seiner Wirtschaftsleistung oder 10 Mrd. US-Dollar für seine Streitkräfte aus. Insgesamt 16,1 % der Staatsausgaben kamen dem Militär zugute was zu den höchsten Anteilen der Welt gehört und eine große Bürde für den Staatshaushalt darstellt. Algerien hatte die höchsten Militärausgaben in Nordafrika.

#### Französische Atomwaffentests
Es gibt zwei ehemalige französische Atomtestgelände, auf denen Frankreich zwischen 1960 und 1966 insgesamt 17 Atombombentests vorgenommen hat:
- bei Reggane: 1960–1961: 4 Tests, oberirdisch
- bei In Ekker: 1961–1966: 13 Tests, unterirdisch

Am 13. Februar 1960 testete Frankreich seine erste Atombombe (mit einer Sprengkraft von 70 kt TNT-Äquivalent) in der Nähe von Reggane. Es war die stärkste Bombe, die bei einem ersten Test je zur Detonation gelangte. Zum Vergleich: Der erste US-Test (Trinity) hatte eine Stärke von 20 kt, der erste UdSSR-Test (RDS-1) hatte 22 kt, der erste britische Test (Hurricane) hatte 25 kt. Die Hiroshima-Bombe (Little Boy) hatte 13 kt, die Nagasaki-Bombe (Fat Man) 22 kt. Die weiteren drei oberirdischen Bomben bei Reggane hatten jeweils weniger als 5 kt.
Am 7. November 1961 fand der erste von 13 unterirdischen Tests bei In Ekker im Hoggar statt. Bei dem zweiten Test (Béryl) am 1. Mai 1962 hielt der Verschluss des Tunnels nicht stand. Radioaktive Gase, Staub und Lava wurden ausgestoßen. Die Beobachter des Tests wurden kontaminiert (darunter auch anwesende französische Minister). Drei andere Tests verliefen ebenfalls nicht plangemäß, jedoch nach Angaben des Verteidigungsministeriums ohne Austritt von radioaktiven Substanzen: 30. März 1963 – „Amethyst“ / 20. Oktober 1963 – „Rubin“ (Stärke 100 kt) / und 30. Mai 1965 – „Jade“. Der stärkste Test in In Ekker war am 25. Februar 1965 „Saphir“ mit 150 kt.
Mit dem Test am 16. Februar 1966 endeten die Versuche in Algerien. Die Tests wurden nach Französisch-Polynesien (Mururoa und Fangataufa-Atoll) verlegt, wo oberirdisch (erst ab 1974 wieder unterirdisch) weitergetestet wurde.
Zu beachten ist, dass es zwischen Großbritannien, USA und der UdSSR ein Verbot von atmosphärischen Atomwaffentests gab (am 5. August 1963 zur Unterzeichnung freigegeben, trat am 10. Oktober 1963 in Kraft), an das sich diese hielten (letzter atmosphärischer Test: GB: 23. September 1958 / USA: 9. Juni 1963 / UdSSR: 25. Dezember 1962). Frankreich und China hielten sich nicht daran, testeten oberirdisch weiter: Frankreich: 2. Juli 1966 bis 14. September 1974: 41 Tests, China: 16. Oktober 1964 bis 16. Oktober 1980: 22 Tests.
Auf Wunsch Algeriens untersuchte die IAEA das Gelände bei Reggane und stellte in ihrem Bericht von 2005 fest, dass aufgrund der sehr schwachen restlichen Radioaktivität nichts zu veranlassen sei, lediglich im Fall größerer menschlicher Aktivitäten in der Gegend sollte der Zutritt zu den vier Explosionsorten untersagt werden. Der Ort des Béryl-Unfalls bei In Ekker scheint nach wie vor kontaminiert und zumindest in der Vergangenheit schlecht gesichert gewesen zu sein, so dass die Reststrahlung eine Gefahr für uninformierte Einheimische und Touristen darstellen kann. Die Regionen werden touristisch genutzt, wobei vermutlich nicht jeder Tourist über die Vergangenheit und die Strahlensituation der Gelände informiert ist.

### Verwaltungsgliederung

Provinzen Algeriens

Das Land ist in 58 Verwaltungsbezirke (Wilayat, Singular Wilaya), die jeweils nach der Hauptstadt benannt sind, unterteilt. Die Wilayat haben eigene Parlamente, unterstehen jedoch letztlich der Zentralregierung.
Unterhalb der Verwaltungsebene des Wilaya (Provinz) gibt es die Ebene Daïra (Kreis) und als unterste Ebene die Kommune (arabisch بلدية, DMG Baladiyya, französisch Commune algérienne). Die Kommunen haben wie die Wilayat den Status von Collectivités territoriales (Gebietskörperschaften).

## Wirtschaft

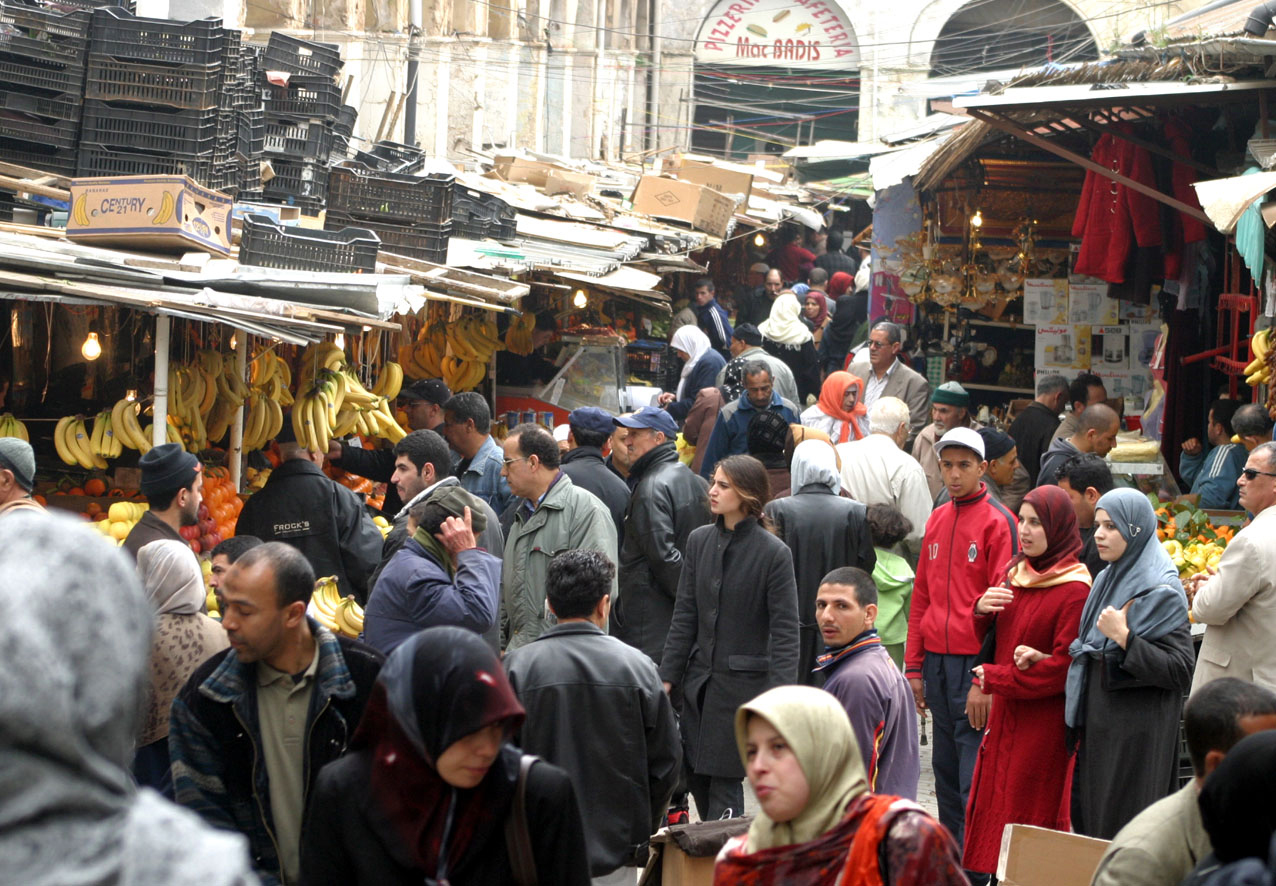
Basar in Algier

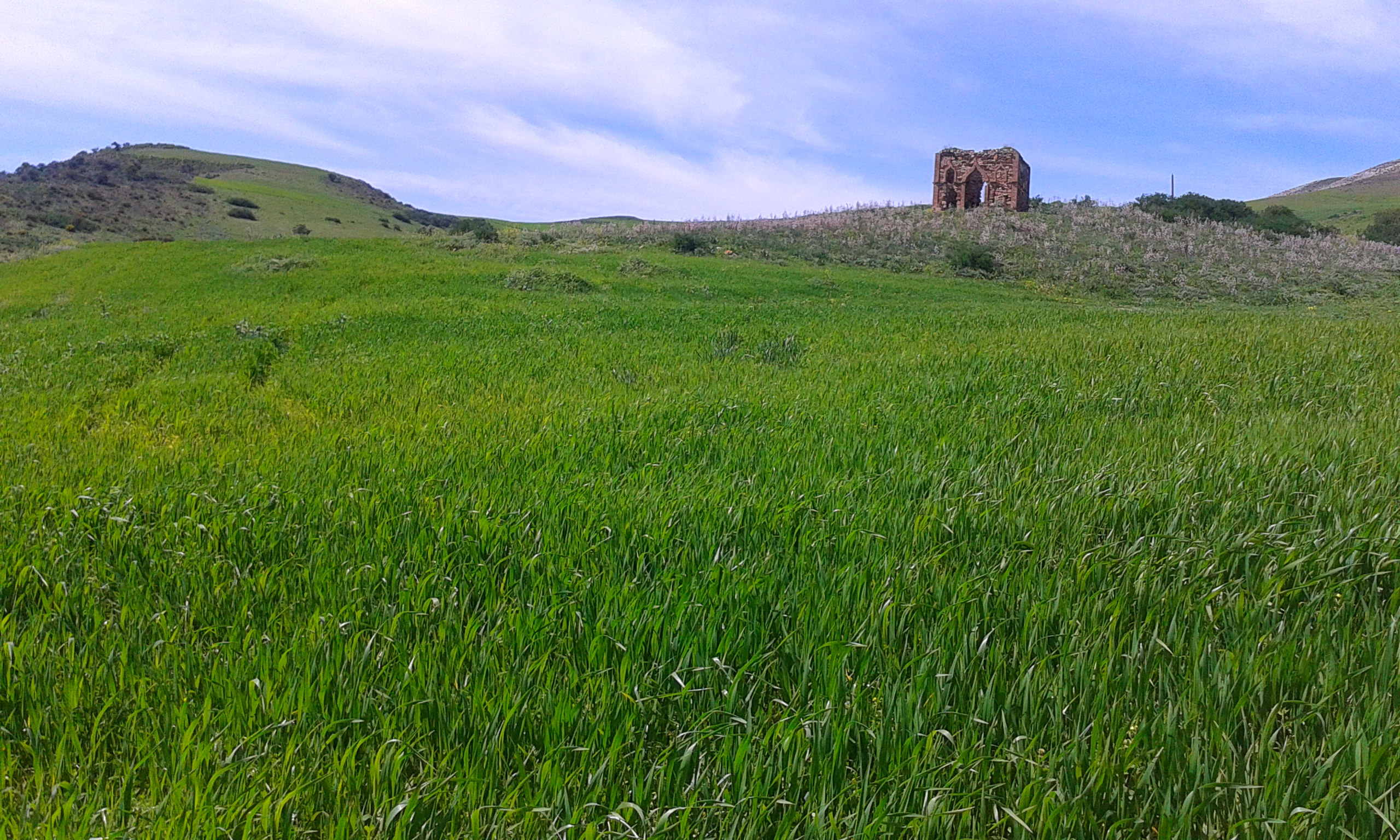
Weizenfelder, Guelma, Algerien

Algerien gehört vom Pro-Kopf-Einkommen her zu den reicheren Ländern Afrikas. Im Global Competitiveness Index, der die Wettbewerbsfähigkeit eines Landes misst, belegte Algerien Platz 86 von 138 Ländern (Stand 2016–2017). Im Index für wirtschaftliche Freiheit belegt Algerien 2019 Platz 171 von 180 Ländern. Die Wirtschaft des Landes ist noch wenig liberalisiert.
Bestimmend für die algerische Wirtschaft sind Förderung und Export von Erdöl und Erdgas. Die Exporterlöse aus dem Hydrokarbonsektor, der zu etwa 27 Prozent zum Bruttoinlandsprodukt (BIP) beiträgt und etwa 60 Prozent der Staatseinnahmen generiert, machen rund 94 Prozent der Exporteinnahmen aus. Der seit Jahren wachsende inländische Energiekonsum schmälert zusätzlich zu den anhaltend niedrigen Preisen die Einnahmen aus dem Öl- und Gasexport.
Die algerische Regierung will die industrielle Produktion in Algerien erhöhen und mehr Arbeitsplätze außerhalb des Öl- und Gassektors schaffen. Die algerische Regierung forciert den Abbau von Phosphat- und Erzvorkommen. Langfristig ist auch beabsichtigt, mit der Schiefergasproduktion zu beginnen, obgleich es gegen erste Schiefergasexplorationen Widerstand in der Bevölkerung gegeben hatte. Zudem soll die Gewinnung von Energie aus erneuerbaren Quellen erheblich ausgebaut werden. Rasche Fortschritte hin zu wirtschaftlicher Diversifizierung und damit der Reduzierung der starken Abhängigkeit vom Öl- und Gassektor sind angesichts der sich verschlechternden Haushaltslage dringend geboten.
Die Regierung will den Know-how-Transfer und die Ausbildung von qualifiziertem Fachpersonal verbessern. In der beruflichen Bildung wird der Fokus auf die Schaffung von Bildungszentren in Partnerschaft mit Unternehmen gerichtet, die zu einer engeren Verzahnung des Bildungssektors mit der Wirtschaft und bedarfsgerechten Ausbildung beitragen sollen. Landesweit sind Industriezonen mit Clusterbildung im Aufbau begriffen.
Aufgrund sinkender Staats- und Deviseneinnahmen sieht das Haushaltsgesetz 2017 eine Reihe von Einsparmaßnahmen und Steuererhöhungen vor. Zusätzlich begrenzt die Regierung den Import ausländischer Güter über die Vergabe von Lizenzen für bestimmte Produktgruppen wie Kfz-Neuwagen, aber auch Zement, Stahlarmierungen und weitere Produkte.
Die Arbeitslosenquote lag im Jahr 2017 bei 5,7 %, zudem ist Unterbeschäftigung weit verbreitet. Bei Jugendlichen beträgt die Arbeitslosenquote im selben Jahr 23,9 %. Die Gesamtzahl der Beschäftigten wird für 2017 auf 11,8 Millionen geschätzt; davon sind 18,3 % Frauen.
| Jahr                                    | 2010   | 2015   | 2016   | 2017   | 2018   | 2019   | 2020   | 2021   | 2022   | 2023   |
| --------------------------------------- | ------ | ------ | ------ | ------ | ------ | ------ | ------ | ------ | ------ | ------ |
| BIP in Mrd. USD (Kaufkraftparität)      | 411,3  | 519,1  | 544,3  | 562,5  | 583,5  | 601,5  | 558,3  | 649,0  | 720,4  | 777,0  |
| BIP pro Kopf in USD (Kaufkraftparität)  | 11.433 | 12.989 | 13.330 | 13.483 | 13.704 | 13.851 | 12.732 | 14.559 | 15.907 | 16.900 |
| BIP-Wachstum (real)                     | 4,8 %  | 3,2 %  | 3,9 %  | 1,5 %  | 1,4 %  | 0,9 %  | −5,0 % | 3,8 %  | 3,6 %  | 4,1 %  |
| Inflation (in Prozent)                  | 3,9 %  | 4,8 %  | 6,4 %  | 5,6 %  | 4,3 %  | 2,0 %  | 2,4 %  | 7,2 %  | 9,3 %  | 9,3 %  |
| Staatsverschuldung (in Prozent des BIP) | 10 %   | 8 %    | 18 %   | 24 %   | 34 %   | 41 %   | 46 %   | 55 %   | 48 %   | 49 %   |

### Ordnung und Produktionsstruktur

#### Planwirtschaft
Nach Erlangung der Unabhängigkeit setzte die regierende Einheitspartei Front de Libération Nationale (FLN) lange auf staatliche Planwirtschaft und einen „algerischen Sozialismus“. Dank der Einnahmen aus dem Öl- und Gasexport konnte sich Algerien eine ineffiziente Staatswirtschaft zunächst leisten. Ende der 80er Jahre führten sinkende Ölpreise, hohe Arbeitslosigkeit und Wohnungsnot jedoch zu sozialen Spannungen, die sich 1988 schließlich in schweren Unruhen entluden und zum Ausbruch des Bürgerkrieges beitrugen.
Nachdem sich die innenpolitische Lage seit Ende der 1990er Jahre deutlich stabilisiert hat, bemüht sich die Regierung verstärkt um eine Liberalisierung und Privatisierung der Wirtschaft. Das Erbe der früheren Planwirtschaft, die exzessive Bürokratie, weitverbreitete Korruption, ein wenig leistungsfähiger Bankensektor und die immer noch unsichere innere Lage bilden für eine rasche Entwicklung privater Unternehmen und ausländische Investitionen allerdings keine günstigen Bedingungen.

#### Staatsunternehmen
Industrie und Bankensektor werden immer noch weitgehend von Staatsunternehmen beherrscht. Bei den Privatisierungsbemühungen in der Industrie stehen Düngemittelhersteller, petrochemische und pharmazeutische Unternehmen im Mittelpunkt.
Das Bankenwesen dominieren sechs staatliche Institute. Die für Mitte 2007 vorgesehene Privatisierung der Bank Crédit Populaire d'Algérie musste wegen der internationalen Finanzmarktkrise verschoben werden. Da die sechs Staatsbanken weiterhin Kredite an unrentable Staatsunternehmen vergeben, machen „faule Kredite“, die nicht zurückgezahlt werden und teilweise vom Staat aufgekauft werden, über 30 % des gesamten Kreditportfolios aus. Zudem bleibt die Wirtschaft aufgrund zu geringer Kapitalausstattung der Banken im Vergleich zu den Nachbarn Tunesien oder Marokko mit Krediten unterversorgt. Bartransaktionen dominieren.

#### Energiewirtschaft
Algeriens Wirtschaft ist weiterhin stark vom Energiesektor abhängig, der von der staatlichen Öl- und Gasgesellschaft Sonatrach beherrscht wird. Die Ölreserven werden auf 12,2 Milliarden Barrel und die Gasreserven auf 4,5 Billionen Kubikmeter geschätzt. Die Erdöl- und Erdgasindustrie hatte 2019 einen Anteil von etwa 20 % am BIP und war für 85 % der Exporte verantwortlich.

##### Geschichte der Erdöl- und Erdgasförderung

Ölproduktion (grau), davon Exporte (grün) und Verbrauch (schwarze Linie) in Algerien seit 1964

Gasproduktion (grau), davon Exporte (grün) und Verbrauch (schwarze Linie) in Algerien seit 1970

Die kommerzielle Erdölförderung in Algerien begann 1958 in den Ölfeldern Edjeleh und Hassi Messaoud. Dabei arbeiteten französische Erdölfirmen und die französische Kolonialregierung eng zusammen, um eine günstige, eigene Erdölförderung innerhalb Frankreichs aufzubauen. Nach der Unabhängigkeit wurde die Tätigkeit der französische Ölkonzerne zunächst nicht berührt, wie in den Verträgen von Evian vereinbart. Nach dieser Übereinkunft wurde aber nur ein kleiner Teil der Gewinne an den algerischen Staat abgegeben. Um mehr Geld im Land zu halten, gründete die Regierung Ben Bella 1963 die Société Nationale de Transport et de Commercialisation des Hydrocarbures (kurz Sonatrach). Nach weiteren Verhandlungen mit Frankreich wuchs der Einfluss des Staatskonzerns, der in den Folgejahren viele Anteile ausländischer Ölfirmen an Projekten in Algerien übernahm. 1969 kontrollierte Sonatrach alle algerischen Ölfelder, und hatte Mehrheitsanteile an allen Pipelines und der einzigen Raffinerie des Landes in Algier. Im gleichen Jahr trat das Land der Organisation erdölexportierender Länder (OPEC) bei. 1971 verstaatlichte die Regierung Boumedienne auch die Erdgasvorkommen und Pipelines, und übernahm 51 % der Anteile aller ausländischen Ölkonzerne in Algerien. Diese Verstaatlichung der französischen Erdölgesellschaften in Algerien führe auch zu internationalen Verstimmungen. Das Verstaatlichungsgesetz (Loi sur les Hydrocarbures, dt. etwa Kohlenwasserstoff-Gesetz) erlaubte auch Joint-Ventures mit ausländischen Firmen, bei denen Sonatrach aber immer mindestens 51 % der Anteile halten musste.
In den folgenden Jahren wandte sich Sonatrach vermehrt der Petrochemie und dem Export von Erdgas zu, z. B. über die Transmed-Pipeline nach Italien. In den 80er-Jahren war die Gesellschaft einer der weltgrößten Exporteure von Flüssigerdgas (LNG). In den nächstenen Jahrzehnten wurden mehrere neue Joint-Ventures mit internationalen Firmen gegründet, um mehr Erdöl und Erdgas zu fördern und abzusetzen. Dazu gehörte auch der Bau der Meghreb-Europa-Gasleitung (MEG) nach Spanien, später ergänzt durch die Medgaz-Pipeline. Seit dem neuen Jahrtausend gab es auch Bemühungen, den Einfluss der Regierung auf Sonatrach zu reduzieren und den Markt zu liberalisieren.
Am 20. März 2005 verabschiedete die Regierung Bouteflika ein neues Kohlenwasserstoff-Gesetz, das die alten Regelungen ersetzte. Sonatrach verlor ihre Rolle als Regulierungsbehörde und ihr Vertriebsmonopol. Das Gesetz erlaubte außerdem ausländischen Unternehmen, 70 % der Anteile an Förderstätten und -anlagen zu erwerben. Das Parlament protestierte gegen das Gesetz, sodass es im Juli 2006 wieder geändert wurde. Danach müssen sich ausländische Öl- und Gasfirmen bei Beteiligungen in Algerien wieder mit Minderheitsanteilen begnügen. Außerdem fällt eine Sondersteuer an, wenn der Ölpreis bei über 30 US-Dollar pro Barrel liegt. Da in den nächsten Jahren, auch nach der Weltwirtschaftskrise ab 2007, immer weniger Fremdinvestitionen angezogen werden konnten, folgten drei weitere Gesetzesnovellen. Im Januar 2020 wurde schließlich ein neues Kohlenwasserstoff-Gesetz beschlossen, dass unter anderem Steuern und Zölle im Erdgas- und Erdölsektor senkte und abschaffte.
Seit dem Beginn der weltweiten COVID-19-Pandemie sind Ölpreis und Gaspreis noch niedriger als zuvor.

##### Öl

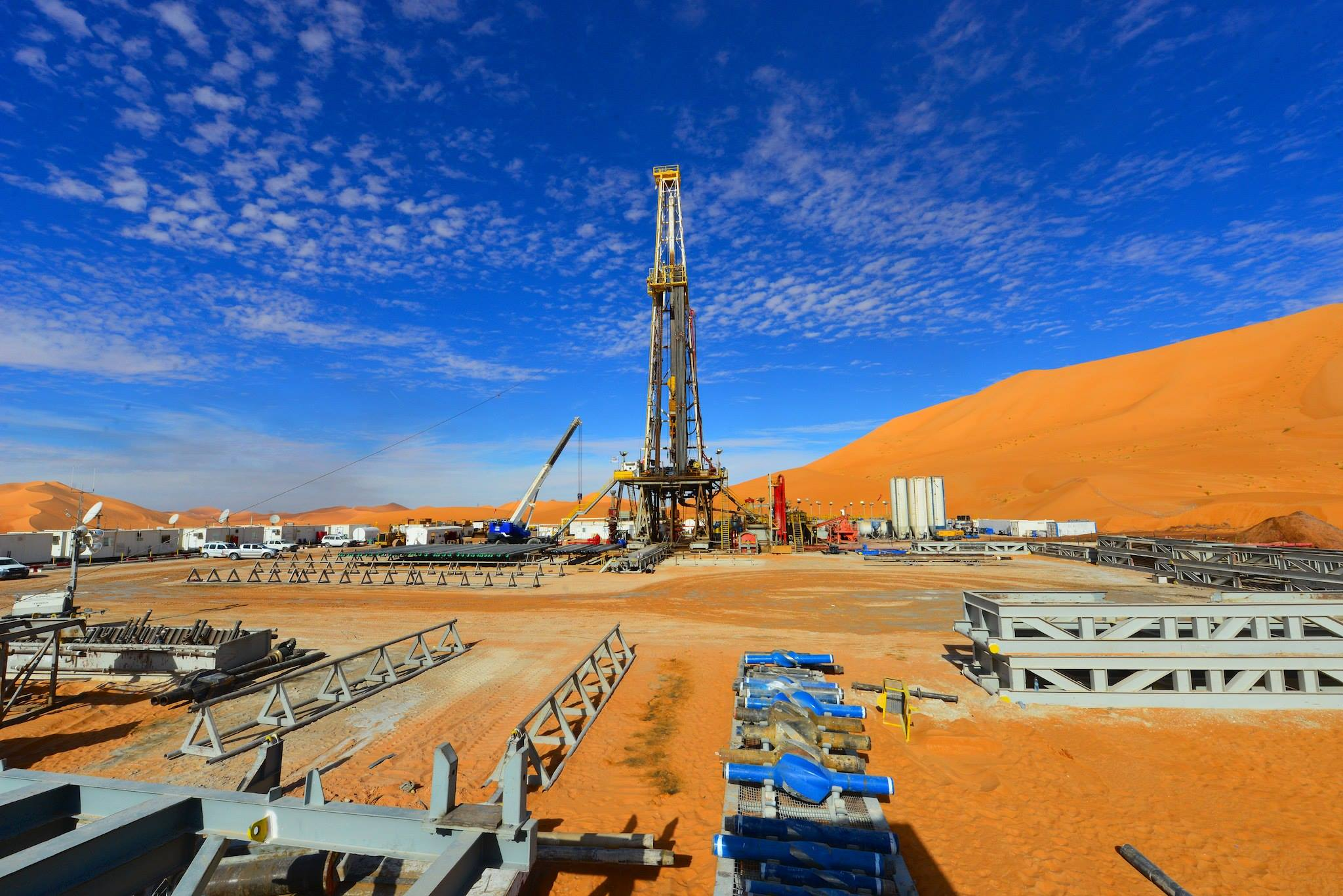
Bohrturm im Ölfeld El Merk, 2014

2019 wurden in Algerien täglich 1,1 Millionen Barrel Erdöl gefördert, wovon etwa die Hälfte exportiert wurde. Der fallende Weltmarktpreis für Öl beeinträchtigte die algerische Wirtschaft stark, außerdem sind die erschlossenen Erdölfelder zunehmend erschöpft. Die wichtigsten Ölfelder im Land waren zu diesem Zeitpunkt Hassi Messaoud und Ourhoud.

##### Gas
Nach einer Expansionsphase bis 2005 wächst die Erdgasförderung in Algerien in den letzten Jahren eher mäßig. Auch die Geiselnahme von In Aménas beeinträchtigte die Förderung zwei Jahre lang. Geringe Auslandsinvestitionen, die zunehmend erschöpften Gasfelder (darunter das größte Gasfeld Hassi R’Mel) und eine steigende Inlandsnachfrage führten dazu, dass der Export von Erdgas seit 2005 rückläufig ist. Es wurden 2018 etwa 100 Milliarden Kubikmeter Erdgas gefördert, von denen etwas mehr als die Hälfte exportiert wurde. Hauptabnehmerländer waren Italien und Spanien, die insgesamt zwei Drittel der Exportmenge ausmachten. Neben den bestehenden drei Gasleitungen (Transmed, MEG, Medgaz) in diese Länder gibt es in Algerien auch zwei LNG-Terminals, in Béthioua und Skikda.

##### Elektrizitätsversorgung
Algerien lag bzgl. der jährlichen Erzeugung im Jahre 2011 mit 48,05 Mrd. kWh an Stelle 52 und bzgl. der installierten Leistung im Jahre 2013 mit 15,2 GW an Stelle 48 in der Welt. 2011 wurden 99,8 % des Stroms in Gaskraftwerken erzeugt. Laut Energieministerium wurden im Jahre 2011 48,87 Mrd. kWh produziert, davon 9,65 Mrd. (19,8 %) durch Dampfkraftwerke, 15,7 Mrd. (32,1 %) durch GuD-Kraftwerke, 22 Mrd. (45,1 %) durch Gasturbinen und 1,5 Mrd. (3,0 %) durch sonstige Erzeugung. Der Spitzenverbrauch stieg von 4.965 MW im Jahre 2002 auf 8.606 MW im Jahre 2011 an, was einer durchschnittlichen jährlichen Steigerung von 6,3 % entspricht.
Die Société Algérienne de Production de l’Electricité (SPE), eine Tochter der staatlichen Sonelgaz verfügte 2009 über eine Erzeugungskapazität von 8.445 MW und erzeugte 2010 24,24 Mrd. kWh. Sie war 2011 der mit Abstand größte Stromerzeuger in Algerien. 2013 schloss SPE einen Vertrag mit GE, der die Errichtung von 6 neuen GuD-Kraftwerken mit einer installierten Leistung von 8 GW vorsieht.
Algerien beabsichtigt auf längere Sicht auch die Errichtung von Kernkraftwerken. 2014 wurde eine Vereinbarung zwischen der russischen ROSATOM und Algerien unterzeichnet, die eine Zusammenarbeit auf diesem Gebiet vorsieht. Potentielle Standorte für Kernkraftwerke wurden bereits auf ihre Eignung hin untersucht.
Das Verbundnetz Algeriens ist Teil des South-Western Mediterranean Block (SWMB), der die Stromnetze von Algerien, Marokko und Tunesien umfasst. Seit 1997 ist der SWMB mit dem europäischen Verbundsystem synchronisiert, als ein erstes Drehstrom-Seekabel (400 kV, 700 MW) von Spanien aus nach Marokko verlegt wurde.

##### Erneuerbare Energien
Zudem sollen die erneuerbaren Energien stark ausgebaut werden. Ein im Februar 2015 durch die Regierung verabschiedetes Programm sieht vor, bis 2030 eine regenerative Kraftwerkskapazität von 22 GW zu errichten. Davon sollten 13,5 GW auf die Photovoltaik entfallen, 5 GW auf Windenergie, 2 GW auf Sonnenwärmekraftwerke, 1 GW auf Bioenergie, 400 MW auf Kraft-Wärme-Anlagen und 15 MW auf Geothermie. 2011 ging mit dem Kraftwerk Hassi R’Mel das weltweit erste ISCC-Kraftwerk ans Netz, d. h. ein Solar-Hybrid-GuD-Kraftwerk, bei dem ein herkömmliches gasbefeuertes GuD-Kraftwerk durch zusätzliche eingekoppelte Solarwärme unterstützt wird.
2021 stammte knapp ein Prozent des Stromverbrauchs aus Solarenergie. 2023/2024 erhielten vorrangig chinesische Unternehmen von der nationalen Strom- und Gasgesellschaft Sonelgaz Zuschläge für Errichtung und Betrieb von ca. 3 GW Solarleistung bis gegen Ende 2025, womit rund 7 Prozent des damaligen Stromverbrauchs erzeugt werden können.

##### Diversifizierung
Die Diversifikation der Wirtschaft, die stärkere Entwicklung der Wirtschaft außerhalb der Energiewirtschaft, ist deswegen ein Hauptziel der Regierung. Besondere Hoffnungen werden auf die Branchen Transportwesen, Tourismus, Bauwirtschaft und Informationstechnologie gesetzt. Die Baubranche erhielt bereits einen kräftigen Wachstumsimpuls mit einem staatlichen Investitionsprogramm im Umfang von 60 Milliarden USD, das unter anderem die Errichtung einer Million Neubauwohnungen vorsieht.

#### Finanzwirtschaft
Das Land führt eine kleine Wertpapierbörse – die Algiers Stock Exchange – mit ihrem Leitindex, dem Dzair Index. Um sich langfristig aus der Abhängigkeit der Öl und Gasreserven zu begeben, investiert Algerien über seinen Staatsfonds, den Fonds de Régulation des Recettes um sein Vermögen zu diversifizieren.

### Außenhandel
Mit der Umsetzung des am 1. September 2005 in Kraft getretenen Assoziierungsabkommens mit der Europäischen Union (EU) steigt der Wettbewerbsdruck für algerische Unternehmen. Der Vertrag mit der EU sieht vor, dass innerhalb von zwölf Jahren sämtliche Handelsschranken zwischen den beiden Partnern wegfallen und Algerien damit Teil der beabsichtigten Freihandelszone wird.
Auch der angestrebte Beitritt zur Welthandelsorganisation (WTO) wird Algerien zu einer stärkeren Öffnung seiner Märkte zwingen.
Die Bildung der Mittelmeerunion mit den EU-Staaten zeigt deutlich, welch hohe Bedeutung die rohstoffreichen Mittelmeeranrainer für die EU – insbesondere im Hinblick auf die Energieversorgung – haben. Die Bemühungen der EU um eine stärkere Streuung ihrer Energiebezugsquellen lassen Algerien, das heute schon rund 25 % der Erdgasimporte der EU liefert, zu einem immer wichtigeren Handelspartner werden.
| in Mrd. US-Dollar und seine Veränderung gegenüber dem Vorjahr in Prozent | in Mrd. US-Dollar und seine Veränderung gegenüber dem Vorjahr in Prozent | in Mrd. US-Dollar und seine Veränderung gegenüber dem Vorjahr in Prozent | in Mrd. US-Dollar und seine Veränderung gegenüber dem Vorjahr in Prozent | in Mrd. US-Dollar und seine Veränderung gegenüber dem Vorjahr in Prozent | in Mrd. US-Dollar und seine Veränderung gegenüber dem Vorjahr in Prozent | in Mrd. US-Dollar und seine Veränderung gegenüber dem Vorjahr in Prozent |
| ------------------------------------------------------------------------ | ------------------------------------------------------------------------ | ------------------------------------------------------------------------ | ------------------------------------------------------------------------ | ------------------------------------------------------------------------ | ------------------------------------------------------------------------ | ------------------------------------------------------------------------ |
|                                                                          | 2020                                                                     | 2020                                                                     | 2021                                                                     | 2021                                                                     | 2022                                                                     | 2022                                                                     |
| Mrd. USD                                                                 | % gg. Vj.                                                                | Mrd. USD                                                                 | % gg. Vj.                                                                | Mrd. USD                                                                 | % gg. Vj.                                                                |                                                                          |
| Einfuhr                                                                  | 34,9                                                                     | −18,2                                                                    | 37,3                                                                     | +6,9                                                                     | 35,9                                                                     | −3,6                                                                     |
| Ausfuhr                                                                  | 22,5                                                                     | −38,8                                                                    | 38,7                                                                     | +72,0                                                                    | 68,4                                                                     | +76,4                                                                    |
| Saldo                                                                    | −12,4                                                                    |                                                                          | +1,4                                                                     |                                                                          | +32,5                                                                    |                                                                          |

| Export (in Prozent) nach | Export (in Prozent) nach | Import (in Prozent) von | Import (in Prozent) von |
| ------------------------ | ------------------------ | ----------------------- | ----------------------- |
| Italien                  | 18,9                     | Volksrepublik China     | 17,0                    |
| Spanien                  | 14,6                     | Frankreich              | 11,8                    |
| Frankreich               | 13,3                     | Russland                | 8,0                     |
| Vereinigte Staaten       | 5,1                      | Spanien                 | 6,0                     |
| Südkorea                 | 4,9                      | Deutschland             | 5,9                     |
| Niederlande              | 4,3                      | Italien                 | 5,6                     |
| Vereinigtes Königreich   | 3,7                      | Türkei                  | 4,6                     |
| sonstige Länder          | 35,2                     | sonstige Länder         | 41,1                    |

### Gesamtwirtschaftliche Entwicklung

#### Wachstum, Inflation, Arbeitsmarkt
2016 konnte Algerien ein Wirtschaftswachstum von 3,3 % verzeichnen. Aufgrund des niedrigeren Ölpreises lag das Wachstum im Vergleich zum Vorjahr niedriger, als es noch bei 3,8 % lag. Die Produktion außerhalb des Öl- und Gassektors steigt seit 2003 stabil um rund 4 bis 5 %. Staatliche Investitionsprogramme, vor allem für die Schaffung von Wohnraum und den Ausbau der Infrastruktur, tragen dazu wesentlich bei.
Der Anstieg der Verbraucherpreise beschleunigte sich 2008 bei stark steigenden Lebensmittelpreisen zwar, blieb mit 4,4 % aber relativ niedrig. Dabei ist zu berücksichtigen, dass etwa die Energiepreise in Algerien staatlich reguliert sind.
Eine anhaltende Herausforderung für die algerische Regierung ist die Bekämpfung der Arbeitslosigkeit. Nach offiziellen Angaben lag sie 2019 bei 11,7 %. Besonders hoch ist die Jugendarbeitslosigkeit, sie wurde 2019 mit 29,1 % angegeben.

#### Exporterlöse
Begünstigt wurde die gesamtwirtschaftliche Entwicklung seit 2003 von kräftig steigenden Öl- und Gaspreisen. Sie sorgten dafür, dass sich die Exporterlöse von 2003 bis 2007 auf rund 60 Mrd. US-Dollar verdoppelten. Der Überschuss in der Leistungsbilanz erhöhte sich auf knapp ein Viertel des BIP, wozu auch die Überweisungen von im Ausland beschäftigten Algeriern beitrugen.
Dank der stark gestiegenen staatlichen Einnahmen aus dem Öl- und Gassektor hatte Algerien auch hohe Überschüsse im Staatshaushalt vorzuweisen. Sie fließen zum Teil als Ersparnisse in den sogenannten „Einnahmen-Regulierungs-Fonds“ (FRR). Mittel aus diesem Fonds wurden auch zur Tilgung algerischer Auslandsschulden verwendet, die von rund 58 % des BIP im Jahr 1999 auf rund 2,5 % des BIP im Jahr 2009 abgebaut wurden.
Die internationalen Währungsreserven erreichten zum 31. Dezember 2009 dank hoher Einnahmen aus dem Öl- und Gassektor rund 150 Milliarden US-Dollar.

#### Staatshaushalt
Der Staatshaushalt umfasste 2016 Ausgaben von umgerechnet 66,45 Mrd. US-Dollar, dem standen Einnahmen von umgerechnet 42,69 Mrd. US-Dollar gegenüber. Daraus ergibt sich ein Haushaltsdefizit in Höhe von 14,7 % des BIP.
Die Staatsverschuldung betrug 2016 32,8 Mrd. US-Dollar oder 20,4 % des BIP.
2006 betrug der Anteil der Staatsausgaben (in % des BIP) folgender Bereiche:
- Gesundheit :[130] 4,2 %
- Bildung :[21] 5,1 % (1999)
- Militär :[21] 3,3 %

### Sektorale Wirtschaftsentwicklung

#### Landwirtschaft
Die Landwirtschaft trug nach Angaben der deutschen Bundesagentur für Außenwirtschaft 2006 knapp 8 % zur gesamtwirtschaftlichen Produktion bei. Sie beschäftigt ca. 1,2 Mio. Erwerbstätige.
Eine intensive landwirtschaftliche Nutzung ist nur auf einem schmalen Streifen im Norden möglich. Lediglich 3 % der Landesfläche sind Acker- und Dauerkulturland, das sich überwiegend in Privatbesitz befindet. Die extensive, zum Teil nomadische Viehhaltung konzentriert sich auf das Hochland der Schotts und die nördliche Sahara. In den Wäldern des Tellatlas wird Kork gewonnen.
Die wichtigsten Agrarprodukte sind Getreide, Zuckerrüben, Kartoffeln, Hülsenfrüchte, Tomaten, Oliven, Datteln, Feigen, Tabak, Wein und Zitrusfrüchte. In Treibhäusern aus Kunststoff-Folie wird Frühgemüse für den Export kultiviert.
In Algerien gibt es etwa 15 Mio. Dattelpalmen, die meisten davon in den Oasen. Sie liefern jährlich einen Ertrag von ca. 500.000 Tonnen Datteln unterschiedlicher Qualität. Die weichen, hochwertigen Sorten werden teilweise nach Europa exportiert, die harten, widerstandsfähigen Sorten werden auch in viele Länder Schwarzafrikas verkauft, die sich dort wegen ihrer Haltbarkeit im tropischen Klima großer Beliebtheit erfreuen.
Weniger als 40 % des Nahrungsmittelbedarfs werden durch Eigenproduktion gedeckt. Algerien ist der wichtigste Nahrungsmittelimporteur Afrikas: Nur 20 % bei Getreide und Getreideprodukte, 20 % bei Gemüse, 60 % bei Milch und 95 % bei rotem Fleisch werden im Inland produziert. 95 % des rohen Speiseöls und praktisch der gesamte Rohzucker und Kaffee werden importiert.

#### Bergbau
Als Bodenschätze werden in Algerien außer Erdöl und Erdgas auch Eisen-, Kupfer-, Blei- und Zinkerze sowie Quecksilber und Phosphat abgebaut.

#### Industrie und Handel
Die Schwerpunkte im industriellen Bereich liegen bei der Erdöl- und Erdgasverarbeitung sowie bei der Eisen- und Stahlindustrie und den darauf basierenden metallverarbeitenden Zweigen. Hinzu kommen die Verarbeitung landwirtschaftlicher Produkte, zum Beispiel eine Speiseöl-Raffinerie und eine Zuckerraffinerie in der Hafenstadt Oran, die Düngemittelproduktion und die Baustoffindustrie.
Ausgeführt wurden 2007 Waren im Wert von insgesamt 59,9 Mrd. US$, zu 98 % Rohöl, Erdgas und Erdölerzeugnisse. Hauptabnehmerländer waren die USA (27 %), Italien (15 %), Spanien (10 %), Kanada (8 %) und Frankreich (7,5 %).
Importiert wurden 2007 Waren im Wert von insgesamt 25,2 Mrd. US$, und zwar zu 37 % Ausrüstungsgüter, zu 31 % Produktionsgüter, zu 18 % Nahrungsmittel, zu 15 % Konsumgüter. Hauptlieferanten waren zu 17 % Frankreich, zu 9 % Italien, zu 8 % China, zu 8 % die USA und zu 6 % Deutschland.

### Handelsbeschränkungen
Um unerwünschte und qualitativ minderwertige Einfuhren zu vermeiden, bestimmte die Zentralbank Algeriens im Februar 2009 mit der Mitteilung N°16/DGC/2009, dass drei Dokumente beim Import von Waren vorgelegt werden. Die Vorlage ist mit sofortiger Wirkung
obligatorisch, wenn per „remise documentaire“ (Export-Inkasso) oder „crédit documentaire“ (Export-Akkreditiv) gezahlt wird. Es handelt sich hierbei um die drei folgenden Zertifikate:
- certificat phytosanitaire
- certificat d’origine
- certificat de contrôle de qualité de la marchandise

Die Zertifikate müssen im Land des Exporteurs für jede Lieferung ausgestellt werden.
Die ersten zwei Zertifikate wurden bisher bei der Einfuhr nach Algerien verlangt, neu ist die obligatorische Vorlage des „certificat de contrôle de qualité de la marchandise“ für jede Lieferung, es muss von einer unabhängigen Prüf-Organisation wie dem TÜV Hessen ausgestellt werden.
Liegen die drei Dokumente bei der Wareneinfuhr nicht vor, wird die „Domilizierung“ bei der algerischen Bank nicht akzeptiert und die Waren können nicht zollamtlich abgefertigt werden. Das Zertifikat muss nach Angaben der algerischen Banken die Qualität des Produkts und die Normenkonformität mit algerischen Standards oder den entsprechenden internationalen Standards und Normen bestätigen.

## Infrastruktur

### Verkehrswesen

Netz der wichtigsten Eisenbahnlinien Algeriens

Das Verkehrsnetz ist auf Nordalgerien konzentriert.
Die wichtigsten Hafenstädte sind Algier, Annaba, Oran, Bejaia, Skikda und Béthioua, von denen Fährverbindungen über das Mittelmeer ausgehen.
Das Schienennetz der algerischen Eisenbahn (SNTF) hat eine Länge von 3810 Kilometern, wovon 386,3 Kilometer elektrifiziert sind.
Die wichtigste Bahnstrecke des algerischen Schienenverkehrs verläuft in West-Ost-Richtung meist im Tellatlas parallel zur Küste und hat Anschluss an das marokkanische und tunesische Eisenbahnnetz. Von ihr gehen Stichstrecken sowohl zu den Hafenstädten als auch nach Süden an den Rand der Sahara aus. Für das im Jahr 2009 in Algier eröffnete, 160 km/h schnelle S-Bahn-System wurden 64 vierteilige elektrische Triebzüge der Bauart FLIRT bei Stadler in der Schweiz bestellt.
Die Straßen (insgesamt 180.000 Kilometer, davon rund 85 % asphaltiert) gehen südlich des Atlasgebirges meist in Wüstenpisten über. 2007 wurde mit dem Bau eines großen Infrastrukturprojektes, der 1216 km langen, sechsspurigen Ost-West-Autobahn A1 (Teil der „Transmaghrébine“), begonnen und mit Hilfe zahlreicher internationaler Baufirmen bereits Mitte 2010 weitgehend fertiggestellt. Der Bau einer zweiten Ost-West-Autobahn wurde Anfang 2014 begonnen. Die befestigten Straßen im Süden des Landes verlaufen im Wesentlichen in Nord-Süd-Richtung und verbinden Algerien mit den Nachbarstaaten Niger (N 1) und Mali (N 6) sowie der Grenzregion zwischen Mauretanien und der von Marokko beanspruchten West-Sahara (N 50).

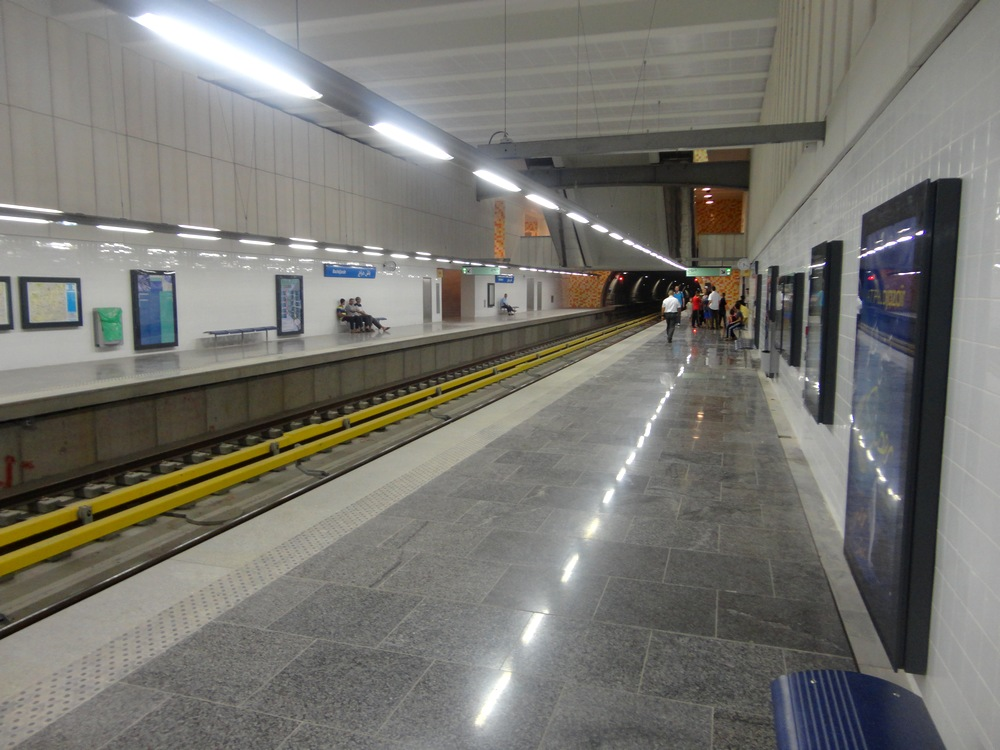
U-Bahn von Algier

Internationale Flughäfen gibt es unter anderem in Algier (ALG), Oran (ORN), Annaba (AAE) und Chlef (QAS).
Da die Verkehrsinfrastruktur die wirtschaftliche Entwicklung Algeriens besonders hemmt, hat die Regierung im Jahr 2005 einen Fünf-Jahres-Plan ausgearbeitet, nach dem die Verkehrsinfrastruktur durch Joint Ventures mit dem privaten Sektor modernisiert werden soll. Großes Aufholpotential besteht verglichen mit den Nachbarländern auch im Tourismus. 70 Prozent der heutigen Touristen sind Algerier, die Freunde oder die Familie besuchen.

### Pipelines
Stand 2020 ist Algerien an drei internationale Gasleitungen angeschlossen, außerdem gibt es mehrere inländische Pipelines.
- Die 1070 km lange Transmed-Pipeline, auch Enrico-Mattei-Pipeline genannt, führt vom Gasfeld Hassi R’Mel in der algerischen Sahara über Tunesien nach Sizilien. Die 1978–1983 gebaute Gasleitung ist die wichtigste und älteste internationale Gaspipeline Algeriens. 1995 wurde die Jahreskapazität auf 24 Mrd. Kubikmetern verdoppelt, und später noch auf 32 Mrd. Kubikmeter pro Jahr erhöht.[136]

- Die 1375 km lange Maghreb-Europa-Gasleitung (MEG), auch Pedro-Duran-Farrel-Pipeline genannt, verbindet Hassi R’Mel über Marokko und die Straße von Gibraltar mit Córdoba. Dort ist sie mit dem spanischen und portugiesischen Gasnetz verbunden.[137] Die im November 1996 eröffnete Pipeline hatte zunächst eine Jahreskapazität von 8,5 Mrd. Kubikmeter pro Jahr, die 2005 auf 12,5 Mrd. Kubikmeter erweitert wurde.[138]
- Die Medgaz-Pipeline, die zwischen dem Erdgasfeld Hassi R’Mel in Algerien und dem spanischen Festland an der Küste von Almería verläuft, wurde 2011 eröffnet.[137] Sie hat eine Kapazität von 8,5 Mrd. Kubikmeter pro Jahr.[139]

Weitere internationale Gasleitungen sind bislang nur geplant:
- Die GALSI-Pipeline von Hassi R’Mel über El Kala nach Sardinien und von dort nach Norditalien ist seit etwa 2004 in Planung. Nach mehreren Verzögerungen und Veränderungen im Markt[140] wird das Projekt Stand 2020 nicht mehr weitergeführt.

- Längerfristig vorgesehen ist ein Anschluss an die geplante 4400 km lange Transsahara-Pipeline von Nigeria nach Algerien und Spanien. 2009 unterzeichneten Nigeria, Niger und Algerien ein Abkommen, doch bis 2018 war das Projekt laut einem Regierungsbeamten nicht über eine erste Planungsphase hinausgekommen. Grund dafür sollen auch die Probleme der nigerianischen Gasindustrie sein, ihre Lieferverträge für Westafrika zu erfüllen.[141]

### Raumfahrt
Die Agence Spatiale Algérienne (ASAL) ist die Weltraumorganisation Algeriens. Sie wurde im Jahr 2002 gegründet.

### Internet
Im Jahr 2022 nutzten 71,2 Prozent der Einwohner Algeriens das Internet.

## Kultur

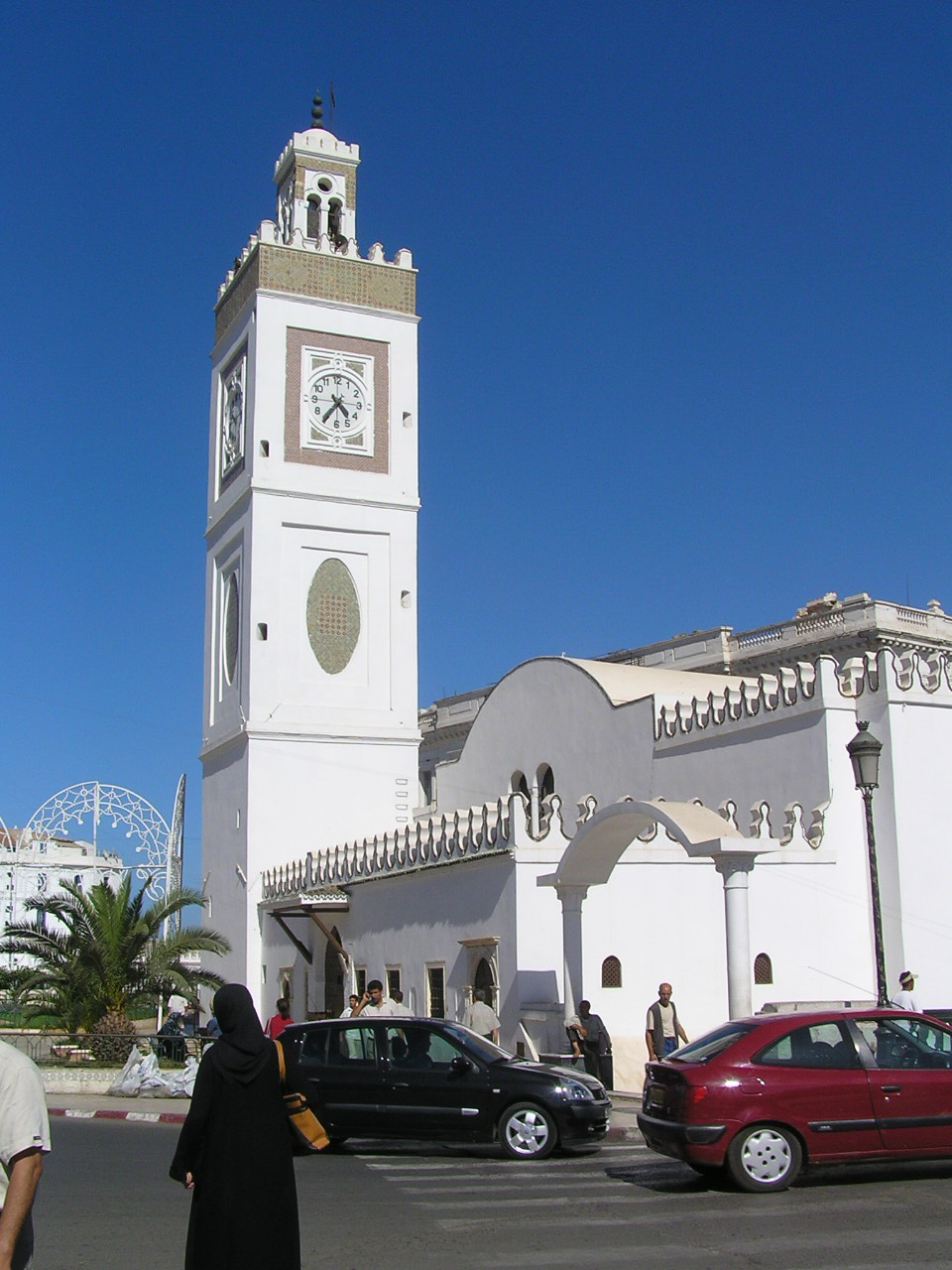
Moschee in Algier

Die algerische Kultur wird durch Einflüsse der früheren Kolonialmacht, berberische und arabische Traditionen bestimmt. Seit den 1980er Jahren kam es verstärkt zu Auseinandersetzungen zwischen Berbern und der Zentralregierung, bei denen zahlreiche Menschen von der Gendarmerie umgebracht worden sind. Im Jahre 2001 beispielsweise wurden über 100 Menschen auf offener Straße erschossen. Im Zuge der 2004 angestrebten Parlamentswahlen machte die Regierung Bouteflika den Berbern schließlich Zugeständnisse (Berberisch an Schulen). Erst seit kurzem ist die Berbersprache eine offiziell anerkannte Amtssprache.

### Rundfunk
Radio Algérienne ist der nationale Rundfunk Algeriens. Sein Auslandsdienst sendet auf mehreren Kurzwellenfrequenzen Koranprogramme, die über einen Sender in Issoudun, Frankreich ausgestrahlt werden. Audio-Livestreams in arabischer Sprache sind über das Internet zugänglich. Der Inlandsdienst von Radio Algérienne sendet auf Lang- und Mittelwelle.

### Sport

#### Olympische Spiele
Bislang konnten sieben algerische Sportler bei Olympischen Spielen eine Goldmedaille gewinnen:
1. Hassiba Boulmerka (1992 – Leichtathletik, 1500 m, Frauen)
2. Noureddine Morceli (1996 – Leichtathletik, 1500 m, Männer)
3. Hocine Soltani (1996 – Boxen, Mittelgewicht 71–75 kg, Männer)
4. Nouria Mérah-Benida (2000 – Leichtathletik, 1500 m, Frauen)
5. Taoufik Makhloufi (2012 – Leichtathletik, 1500 m, Männer)
6. Imane Khelif (2024 – Boxen, Weltergewicht, Frauen)
7. Kaylia Nemour (2024 – Turnen, Stufenbarren, Frauen)

#### Special Olympics Algerien
Special Olympics Algerien wurde 1997 gegründet.

#### Fußball
Schon seit den 1930er Jahren spielten algerische Fußballer eine wichtige Rolle in der französischen Profiliga (siehe auch hier).
Die algerische Fußballnationalmannschaft konnte sich bisher viermal für die Endrunde einer Fußball-Weltmeisterschaft qualifizieren: 1982, 1986, 2010 und zuletzt 2014, wo man erstmals ins Achtelfinale einziehen konnte und dort in einem umkämpften Spiel mit 1:2 nach Verlängerung gegen Deutschland unterlag. 2019 gewann Algerien den Afrika-Cup.
Der Kabyle Rabah Madjer war der erste Fußballspieler aus Afrika, der den Europapokal der Landesmeister, die heutige Champions League gewinnen konnte, und zwar mit seinem portugiesischen Klub FC Porto. Legendär ist immer noch sein Hackentrick-Tor im Finale 1987 in Wien gegen den FC Bayern München. Der dreimalige Weltfußballer Zinédine Zidane wurde als Sohn algerisch-kabylischer Einwanderer geboren, spielte allerdings nur für Frankreich.

#### Radsport
Seit 1949 wird in unregelmäßigen Abständen die Tour d’Algérie der Radsportler ausgetragen, ein internationales Etappenrennen.

#### Rallyesport
Bis zum Ende der 1980er Jahre führte die Rallye Paris-Dakar durch Algerien.